# Volkswagen Jetta
Volkswagen Jetta – samochód osobowy klasy kompaktowej produkowany pod niemiecką marką Volkswagen od 1979 roku. Od 2018 roku produkowana jest siódma generacja modelu.

## Pierwsza generacja

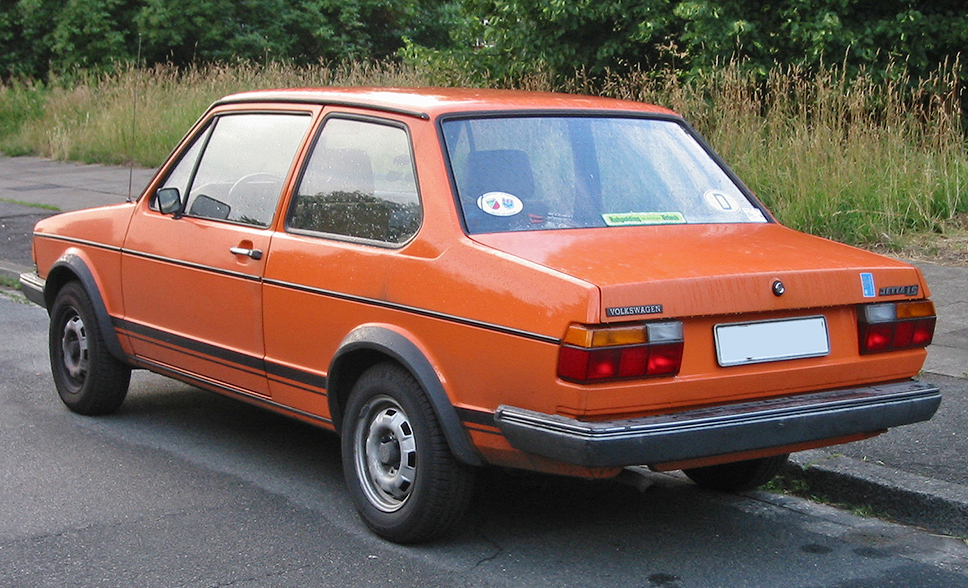
Volkswagen Jetta I – tył

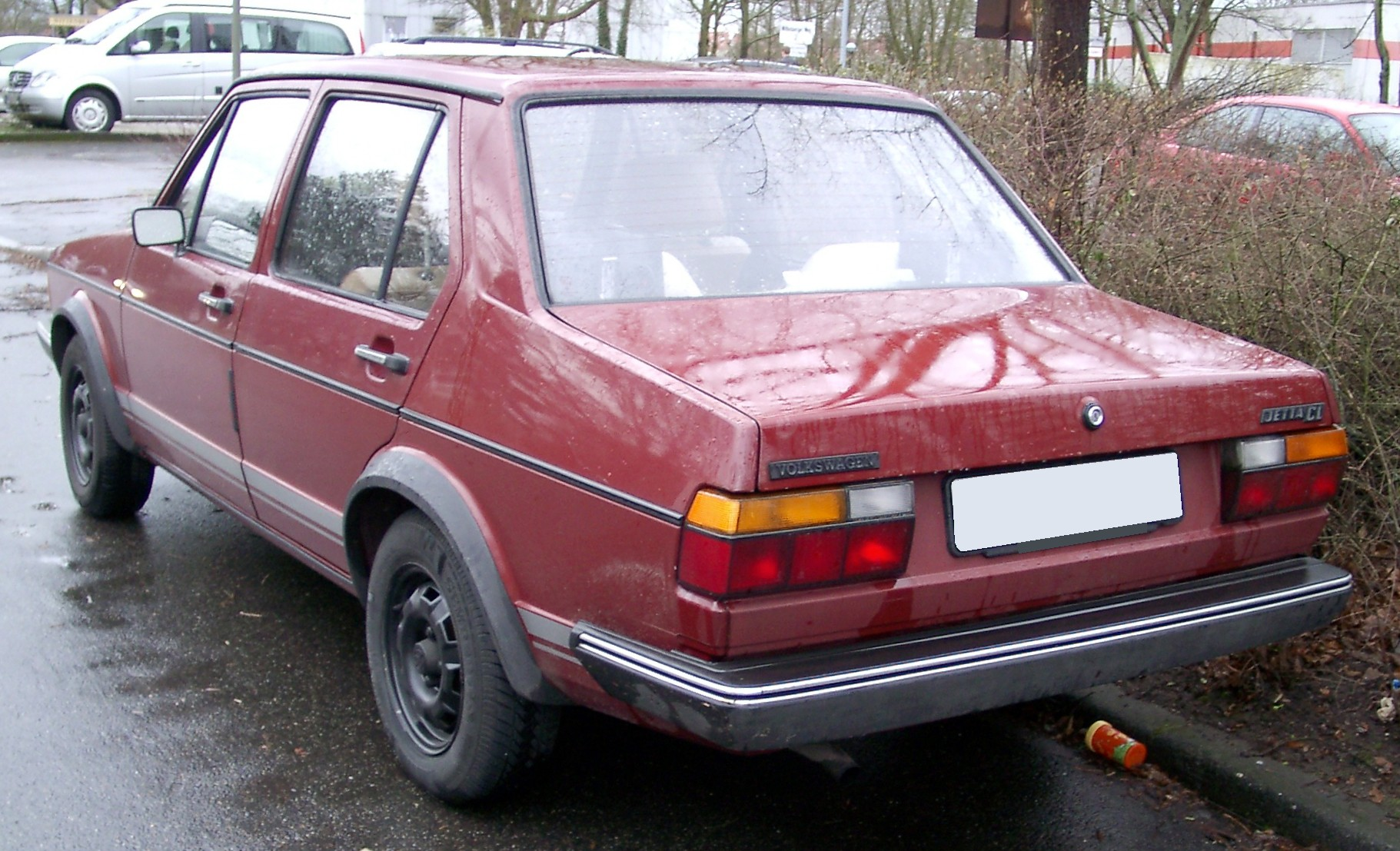
Volkswagen Jetta I – tył wersji 4-drzwiowej

Volkswagen Jetta I został po raz pierwszy oficjalnie zaprezentowany podczas targów motoryzacyjnych we Frankfurcie we wrześniu 1979 roku jako wersja sedan Golfa I.
Zasadniczą różnicą przedniej części pojazdu w stosunku do Golfa I były prostokątne reflektory, które stały się elementem charakterystycznym kolejnych generacji modelu Jetta, a także kierunkowskazy zabudowane w narożnikach. Za projekt nadwozia pojazdu odpowiadał Giorgetto Giugiaro.
W 1981 roku uruchomiono produkcję pojazdu w zakładach Volkswagen de Mexico w Puebla w Meksyku.
Z uwagi na dużą popularność modelu za Oceanem rozważano wprowadzenie modelu do produkcji w jednej z amerykańskich fabryk w Sterling Heights w stanie Michigan.

### Silniki
| Silnik                | Pojemność skokowa [cm³] | Typ silnika        | Liczba cylindrów/zaworów | Moc maksymalna [KM] przy obr./min | Maks. moment obrotowy [Nm] przy obr./min | Prędkość maksymalna [km/h] |                    |                    |                    |
| Silniki benzynowe:    | Silniki benzynowe:      | Silniki benzynowe: | Silniki benzynowe:       | Silniki benzynowe:                | Silniki benzynowe:                       | Silniki benzynowe:         | Silniki benzynowe: | Silniki benzynowe: | Silniki benzynowe: |
| --------------------- | ----------------------- | ------------------ | ------------------------ | --------------------------------- | ---------------------------------------- | -------------------------- | ------------------ | ------------------ | ------------------ |
| 1.1 Formule E         | 1093                    | R4                 | 4/8                      | 50 (37)/5600                      | 80/3300                                  | 142                        |                    |                    |                    |
| 1.3                   | 1272                    | R4                 | 4/8                      | 60 (44)/5600                      | 95/3400                                  | 147                        |                    |                    |                    |
| 1.5                   | 1457                    | R4                 | 4/8                      | 70 (51)/5600                      | 112/2500                                 | 156                        |                    |                    |                    |
| 1.6                   | 1588                    | R4                 | 4/8                      | 85 (63)/5600                      | 129/3200                                 | 166                        |                    |                    |                    |
| 1.8 GLI               | 1781                    | R4                 | 4/8                      | 112 (82)/5800                     | 156/3500                                 | 182                        |                    |                    |                    |
| Silniki wysokoprężne: |                         |                    |                          |                                   |                                          |                            |                    |                    |                    |
| 1.6 D                 | 1588                    | R4                 | 4/8                      | 54 (40)/4800                      | 102/2000                                 | 141                        |                    |                    |                    |
| 1.6 TD                | 1588                    | R4                 | 4/8                      | 70 (51)/4500                      | 136/2600                                 | 153                        |                    |                    |                    |

## Druga generacja

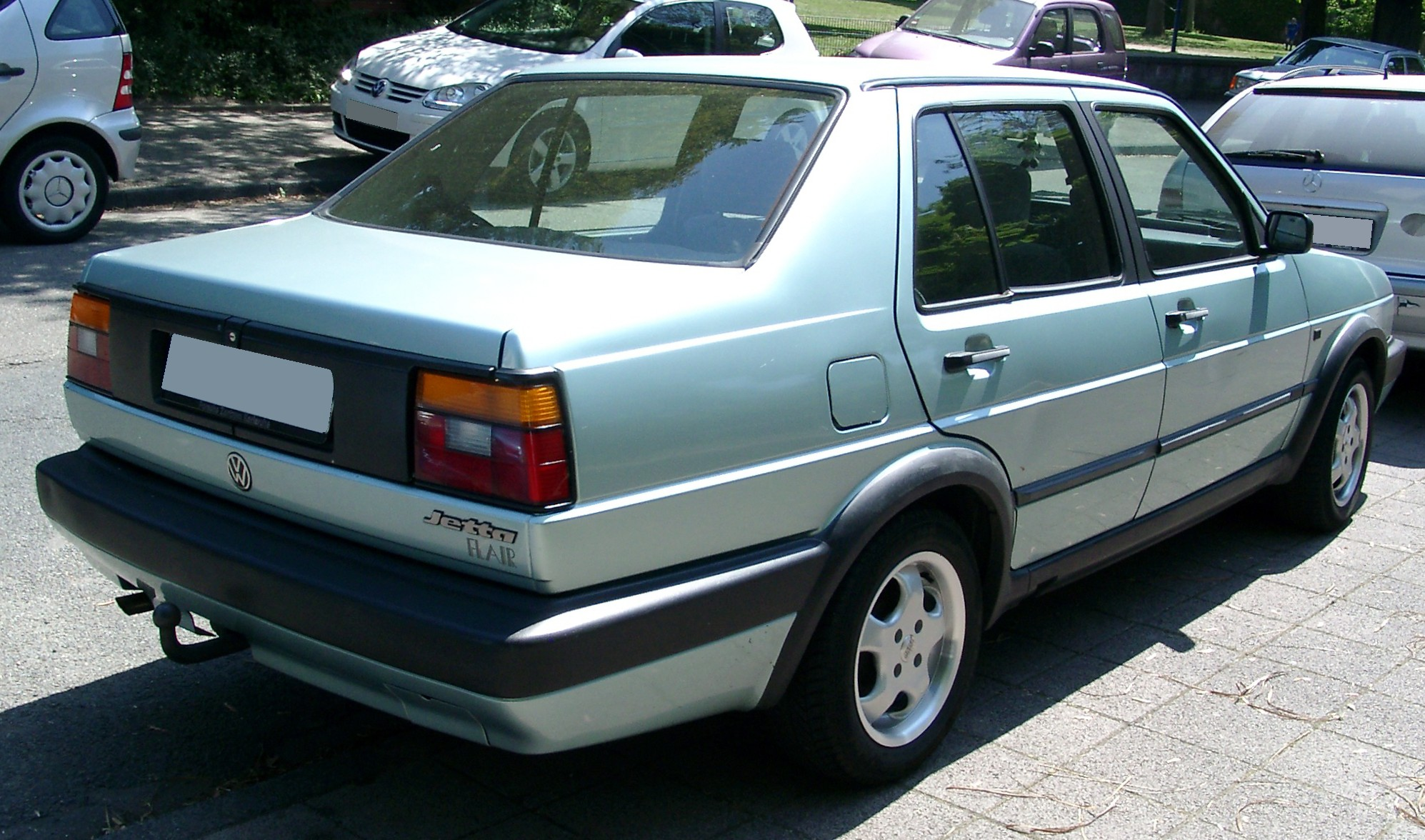
Volkswagen Jetta II – tył

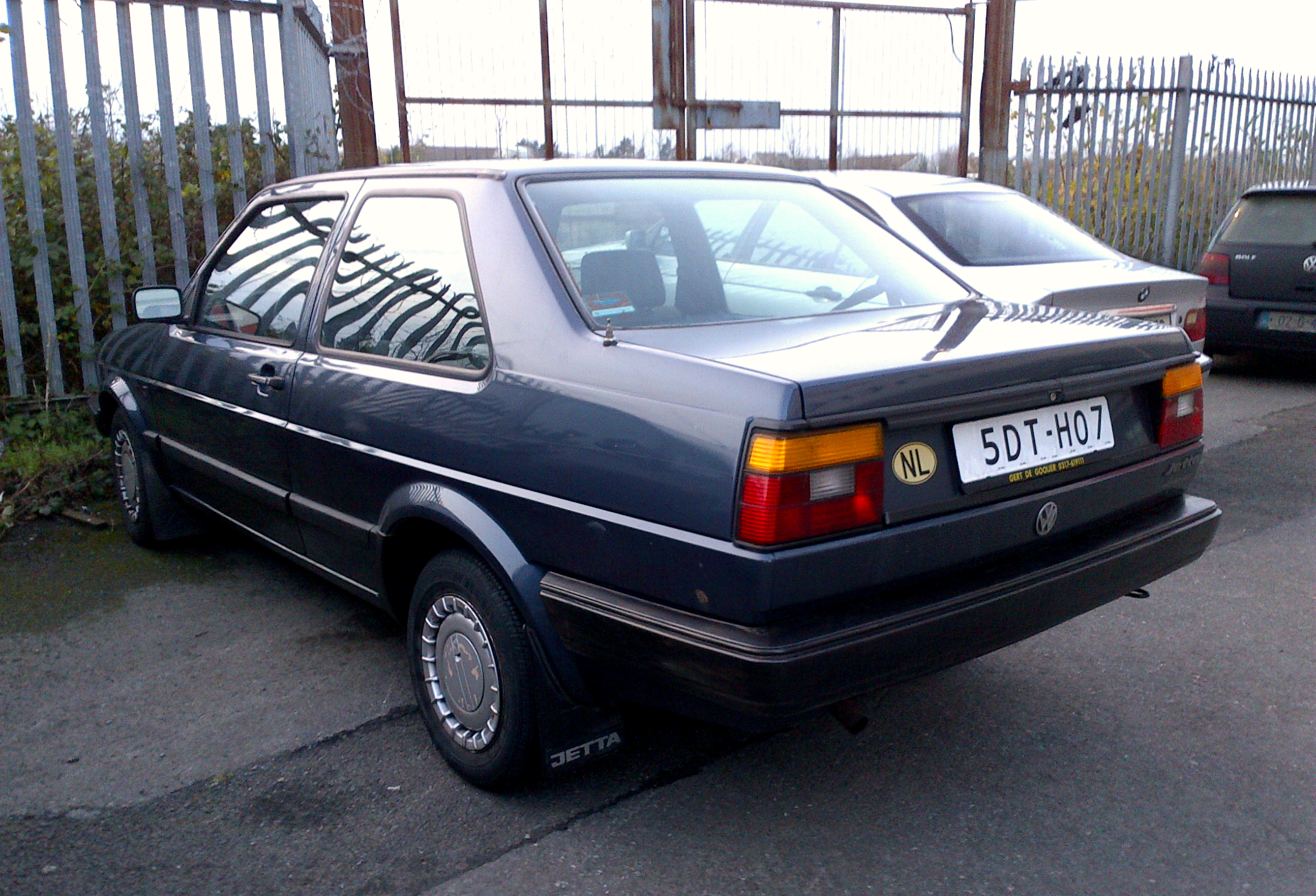
Volkswagen Jetta II – tył wersji dwudrzwiowej

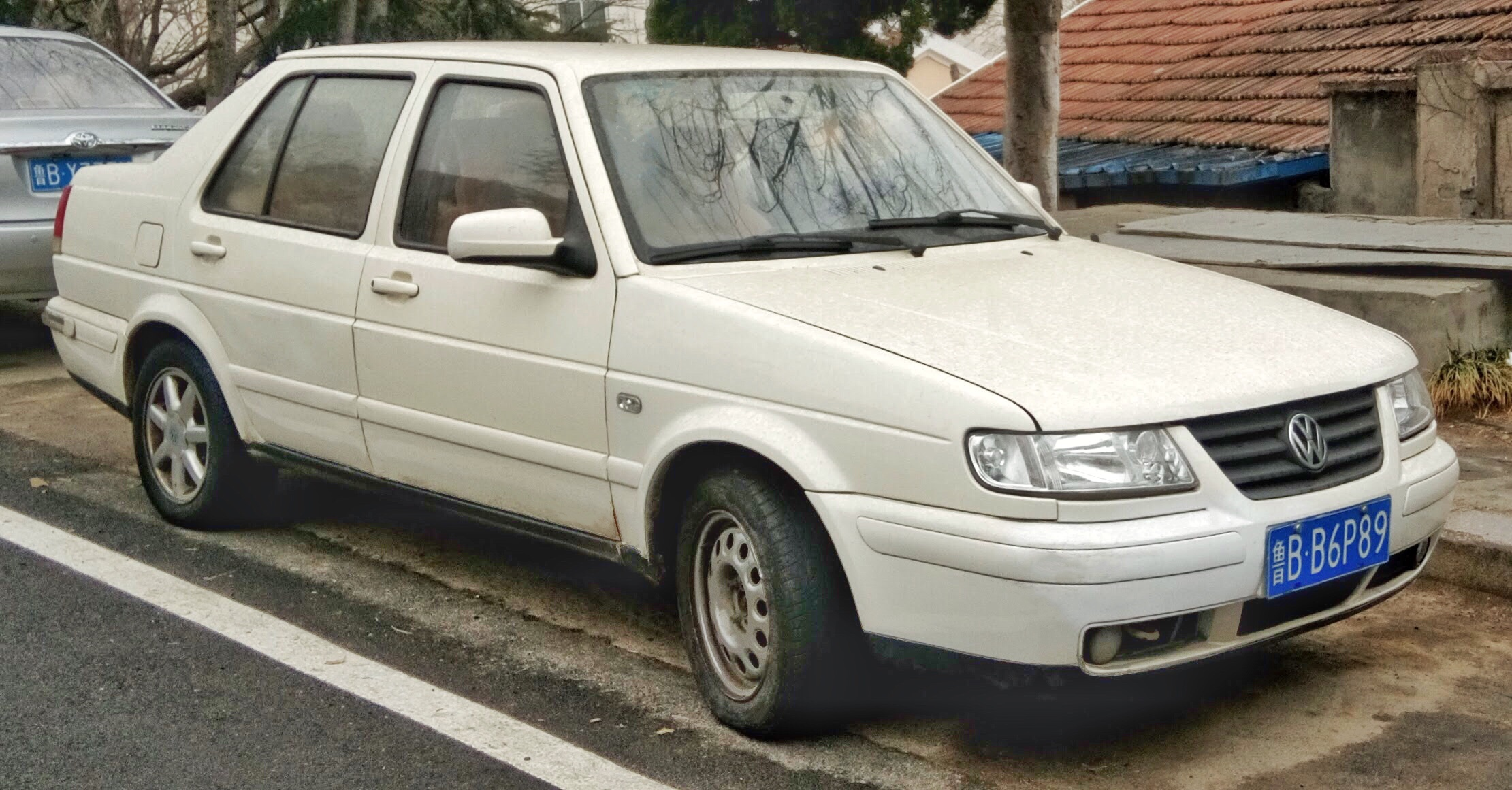
FAW Volkswagen Jetta 2002

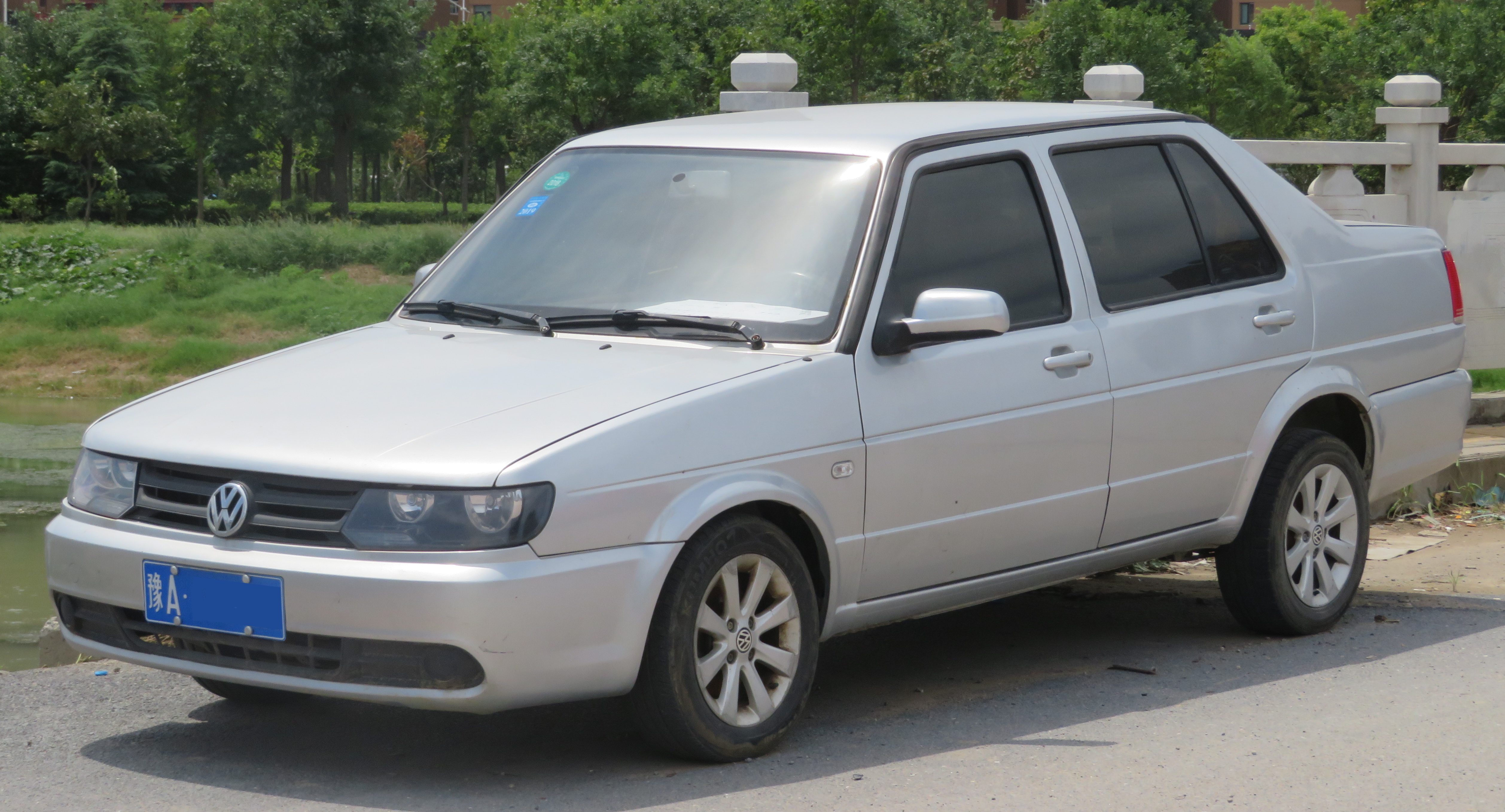
FAW Volkswagen Jetta 2013

Volkswagen Jetta II został po raz pierwszy oficjalnie zaprezentowany w pierwszej połowie 1984 roku.
Samochód zbudowany został na bazie płyty podłogowej VW A2, która wykorzystana została do budowy m.in. Golfa II, Corrado oraz Seata Toledo.
W 1985 roku wprowadzono model na rynek amerykański. Modele na rynek amerykański charakteryzowały się m.in. wklejaną przednią szybą, trzecim światłem STOP (na tylnej szybie), innymi zegarami, bardziej dopracowaną miękką deską rozdzielczą, światłami obrysowymi, dodatkowymi wzmocnieniami nadwozia oraz bogatszym wyposażeniem standardowym – m.in. klimatyzacja i tempomat.
Wersje wyposażone w napęd Syncro posiadały możliwość złożenia tylnej kanapy w celu zwiększenia przestrzeni bagażowej.
W 1987 roku wprowadzono kilka zmian stylistycznych – tzw. "lifting". Na zewnątrz zmieniono drzwi przednie ("bez żagla"), atrapę przednią, pas tylny (emblematy z nowszą czcionką). Wewnątrz zmieniono kierownice, manetki kierunkowskazów oraz wycieraczek.
W drugiej połowie 1989 roku przeprowadzono drugi lifting – zmieniono zderzaki, listwy boczne, na tylnej klapie zamiast listwy pojawiła się tzw. "blenda". Wewnątrz zmieniono skrzynkę bezpieczników (wraz z praktycznie całą instalacją elektryczną), zmieniono lokalizację włącznika świateł awaryjnych.
Wersje wyposażeniowe:
- Cat
- C
- CL
- CLI
- CLX
- GL
- GLI
- GLI 16V
- GT
- GT 16V
- GTD
- GTX
- GTX 16V
- TX
- Wersje specjalne: Beach, Carat, Coach, Court, Flair, Flight, Pacific, Slalom, Strada, Topic, Trophy, Wolfsburg Edition.

### Silniki
| Silnik                | Pojemność skokowa [cm³] | Typ silnika        | Moc maksymalna [KM] przy obr./min | Maks. moment obrotowy [Nm] przy obr./min | Przyśpieszenie 0–100 km/h [S] | Prędkość maksymalna [km/h] |                    |                    |                    |
| Silniki benzynowe:    | Silniki benzynowe:      | Silniki benzynowe: | Silniki benzynowe:                | Silniki benzynowe:                       | Silniki benzynowe:            | Silniki benzynowe:         | Silniki benzynowe: | Silniki benzynowe: | Silniki benzynowe: |
| --------------------- | ----------------------- | ------------------ | --------------------------------- | ---------------------------------------- | ----------------------------- | -------------------------- | ------------------ | ------------------ | ------------------ |
| 1.3                   | 1272                    | R4                 | 55 (40)/5200                      | 97/3000                                  | 17,2                          | 149                        |                    |                    |                    |
| 1.6                   | 1595                    | R4                 | 70 (51)/5200                      | 118/2700                                 | 14,2                          | 160                        |                    |                    |                    |
| 1.8                   | 1781                    | R4                 | 90 (66)/5250                      | 142/3000                                 | 11,8                          | 173                        |                    |                    |                    |
| 1.8 GT                | 1781                    | R4                 | 107 (79)/5400                     | 157/3800                                 | 10,6                          | 184                        |                    |                    |                    |
| 1.8 GT 16V            | 1781                    | R4                 | 129 (95)/5800                     | 161/4250                                 | 9,3                           | 196                        |                    |                    |                    |
| 1.8 GT 16V            | 1781                    | R4                 | 139 (102)/6100                    | 168/4600                                 | 9,0                           | 205                        |                    |                    |                    |
| 1.8 Syncro            | 1781                    | R4                 | 98 (72)/5400                      | 143/3000                                 | 11,4                          | 178                        |                    |                    |                    |
| 2.0 16V               | 1984                    | R4                 | 136 (100)/5800                    | 180/4400                                 | b.d.                          | b.d.                       |                    |                    |                    |
| 2.0 16V               | 1984                    | R4                 | 150 (110)/6400                    | 175/5000                                 | 9,3                           | 210                        |                    |                    |                    |
| Silniki wysokoprężne: |                         |                    |                                   |                                          |                               |                            |                    |                    |                    |
| 1.6 D                 | 1588                    | R4                 | 54 (40)/4800                      | 100/2300                                 | 17,1                          | 149                        |                    |                    |                    |
| 1.6 TD                | 1588                    | R4                 | 60 (44)/4500                      | 110/2400                                 | 17,1                          | 149                        |                    |                    |                    |
| 1.6 TD                | 1588                    | R4                 | 70 (51)/4500                      | 133/2500                                 | 13,7                          | 167                        |                    |                    |                    |
| 1.6 TD                | 1588                    | R4                 | 80 (59)/4500                      | 152/2300                                 | 13,7                          | 167                        |                    |                    |                    |

## Trzecia generacja

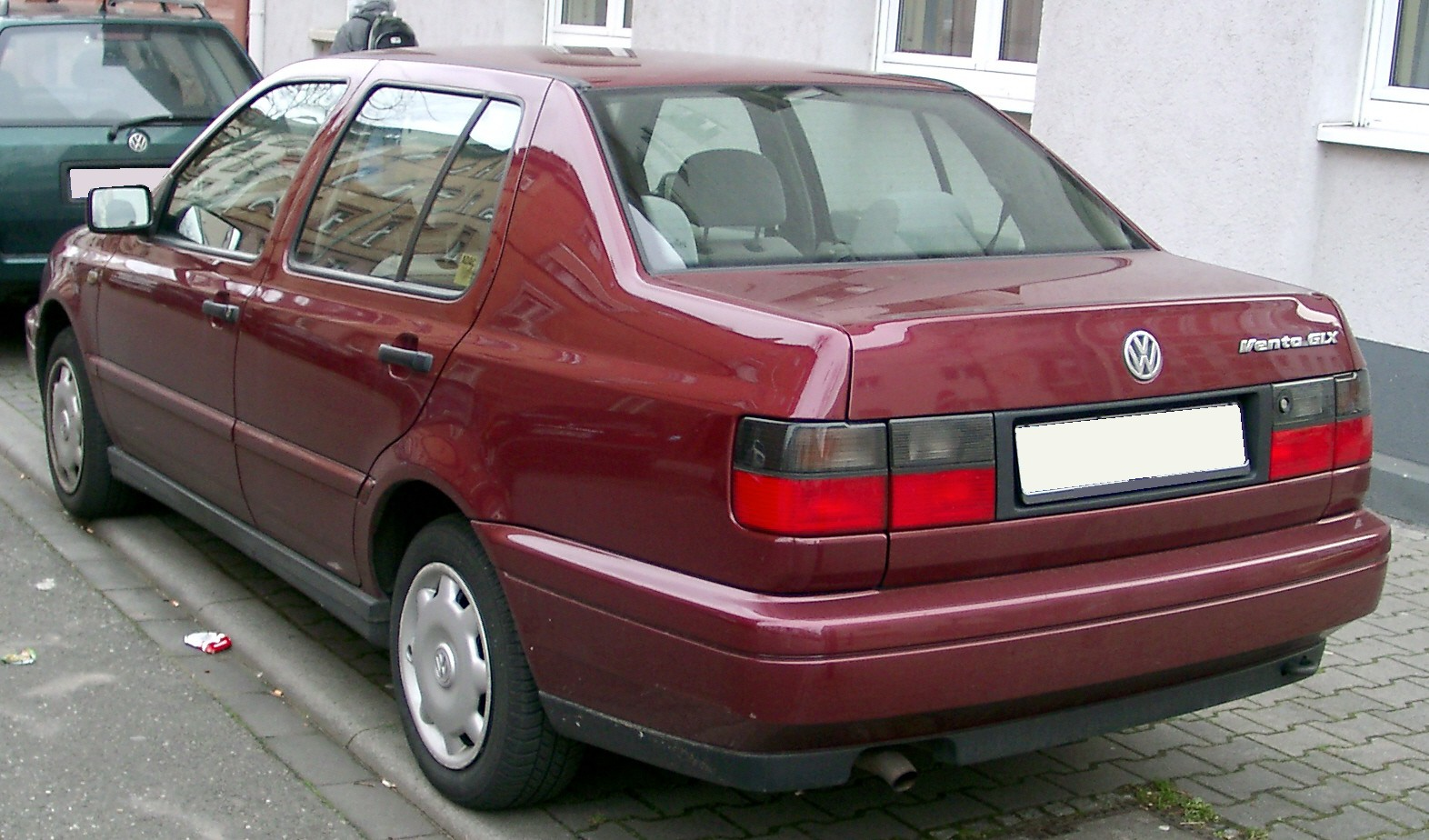
Volkswagen Vento – tył

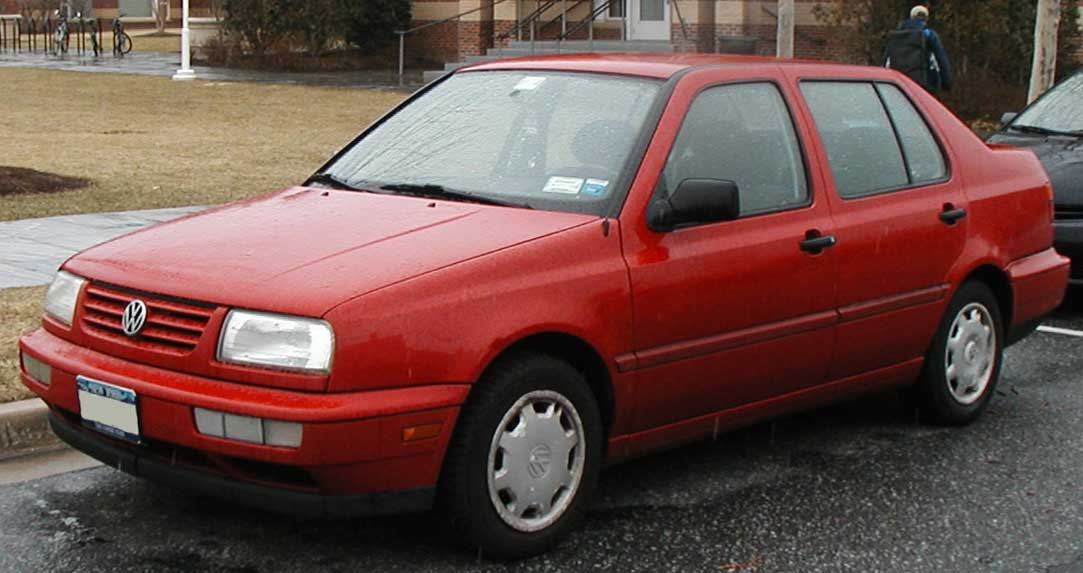
Volkswagen Jetta III

Volkswagen Jetta III został po raz pierwszy oficjalnie zaprezentowany pod koniec 1991 roku. W Europie samochód był oferowany jako Vento.
Samochód został zbudowany na bazie płyty podłogowej VW A03, która wykorzystana została do budowy m.in. Golfa III. Początkowo auto oferowano wyłącznie na rynku europejskim. W 1993 roku rozpoczęto sprzedaż pojazdu na rynku amerykańskim. Wersja ta delikatnie różniła się od europejskiej m.in. szerszymi i bardziej wysuniętymi zderzakami oraz światłami obrysowymi. W reflektorach głównych pojazdu nie zamontowano świateł pozycyjnych.

### Wersje wyposażeniowe
- CL
- CLX
- GL
- GLX
- GT
- GTD
- GTX
- VR6

W zależności od wybranej wersji wyposażeniowej, auto wyposażone mogło być m.in. w system ABS, wspomaganie kierownicy, elektryczne sterowanie szyb oraz klimatyzację.

### Silniki
| Silnik                | Pojemność skokowa [cm³] | Typ silnika        | Moc maksymalna [KM] przy obr./min | Maks. moment obrotowy [Nm] przy obr./min | Lata produkcji     |                    |                    |                    |                    |
| Silniki benzynowe:    | Silniki benzynowe:      | Silniki benzynowe: | Silniki benzynowe:                | Silniki benzynowe:                       | Silniki benzynowe: | Silniki benzynowe: | Silniki benzynowe: | Silniki benzynowe: | Silniki benzynowe: |
| --------------------- | ----------------------- | ------------------ | --------------------------------- | ---------------------------------------- | ------------------ | ------------------ | ------------------ | ------------------ | ------------------ |
| 1.6 8V                | 1598                    | R4                 | 75 (55)/5200                      | 126/2600                                 | 1992–1994          |                    |                    |                    |                    |
| 1.6 8V                | 1598                    | R4                 | 75 (55)/5200                      | 128/2800                                 | 1994–1995          |                    |                    |                    |                    |
| 1.6 8V                | 1598                    | R4                 | 75 (55)/4800                      | 135/2800–3600                            | 1995–1997          |                    |                    |                    |                    |
| 1.6 8V                | 1595                    | R4                 | 101 (74)/5800                     | 135/4400                                 | 1994–1995          |                    |                    |                    |                    |
| 1.6 8V                | 1595                    | R4                 | 101 (74)/5800                     | 140/3500                                 | 1995–1998          |                    |                    |                    |                    |
| 1.8 8V                | 1781                    | R4                 | 75 (55)/5000                      | 140/2500                                 | 1992–1998          |                    |                    |                    |                    |
| 1.8 8V                | 1781                    | R4                 | 90 (66)/5500                      | 145/2500                                 | 1992–1998          |                    |                    |                    |                    |
| 2.0 8V                | 1984                    | R4                 | 114 (85)/5400                     | 166/3200                                 | 1992–1995          |                    |                    |                    |                    |
| 2.0 8V                | 1984                    | R4                 | 114 (85)/5400                     | 166/2600                                 | 1995–1998          |                    |                    |                    |                    |
| 2.8 VR6               | 2792                    | VR6                | 174 (128)/5800                    | 235/4200                                 | 1992–1998          |                    |                    |                    |                    |
| Silniki wysokoprężne: |                         |                    |                                   |                                          |                    |                    |                    |                    |                    |
| 1.9 D                 | 1896                    | R4                 | 64 (47)/4400                      | 124/2000–3000                            | 1992–1998          |                    |                    |                    |                    |
| 1.9 SDI               | 1896                    | R4                 | 64 (47)/4200                      | 125/2200–2800                            | 1995–1998          |                    |                    |                    |                    |
| 1.9 TD                | 1896                    | R4                 | 75 (55)/4200                      | 150/2400–3400                            | 1992–1998          |                    |                    |                    |                    |
| 1.9 TDI               | 1896                    | R4                 | 90 (66)/4000                      | 202/1900                                 | 1993–1998          |                    |                    |                    |                    |
| 1.9 TDI               | 1896                    | R4                 | 110 (81)/4150                     | 235/1900                                 | 1996–1998          |                    |                    |                    |                    |

## Czwarta generacja

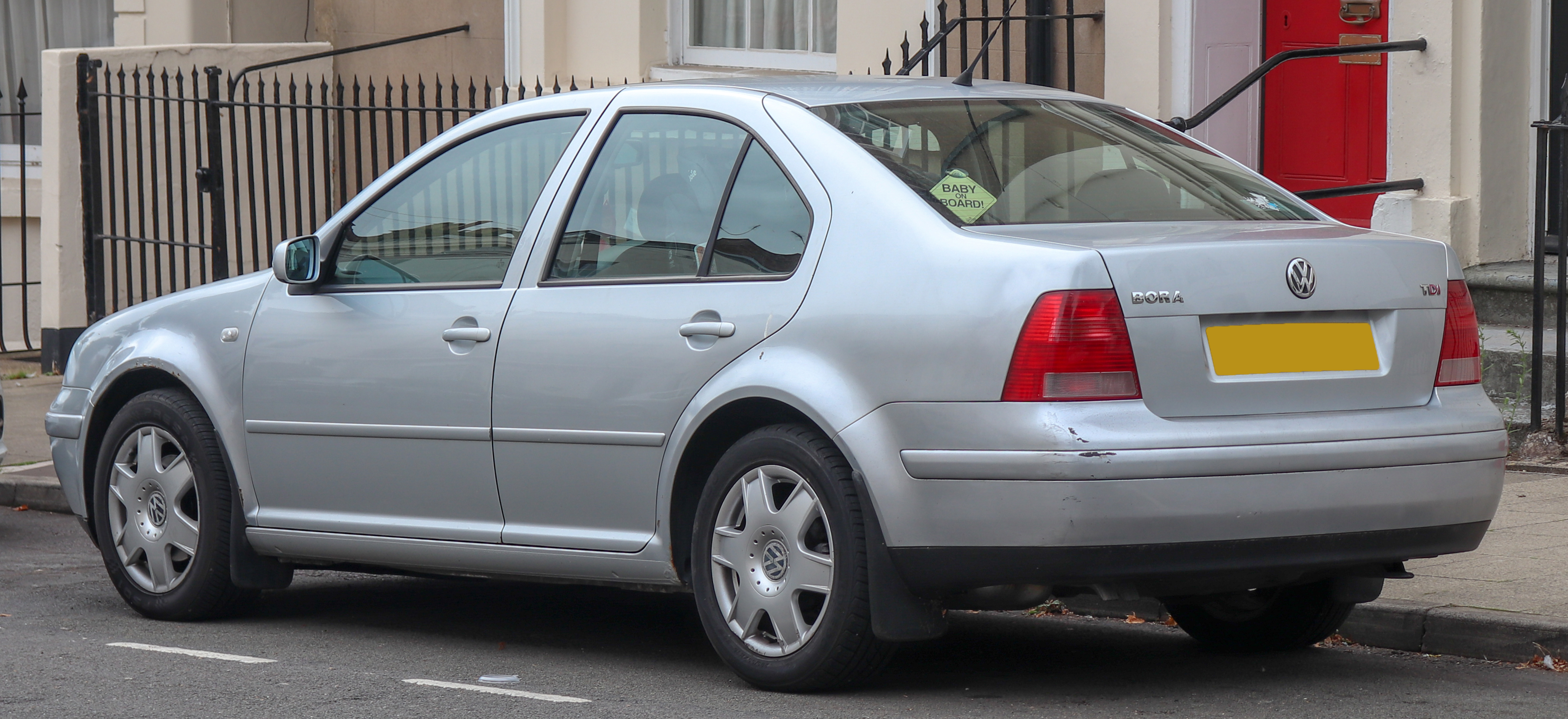
Volkswagen Bora – tył

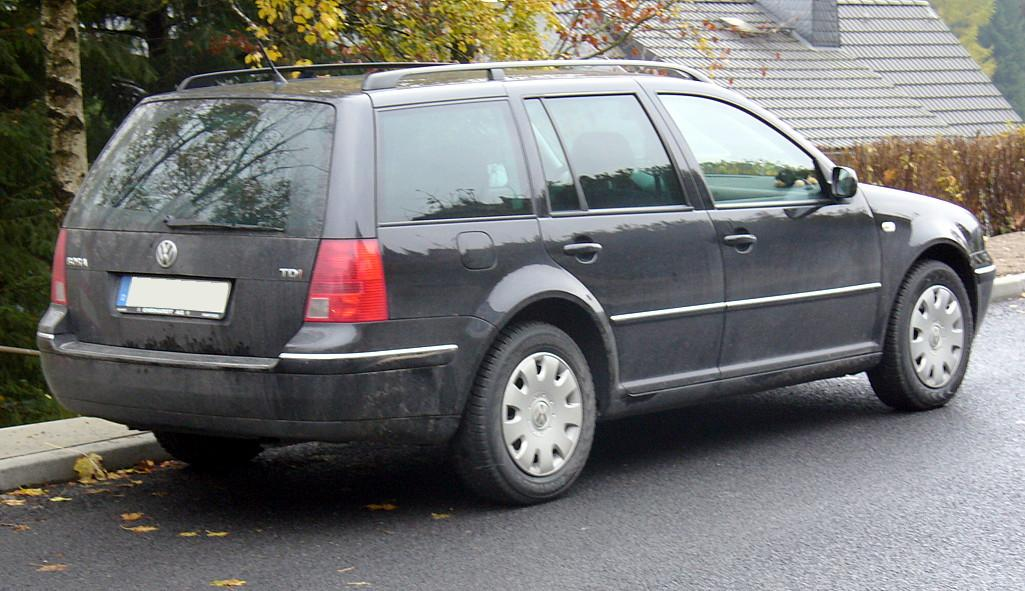
Volkswagen Bora Variant

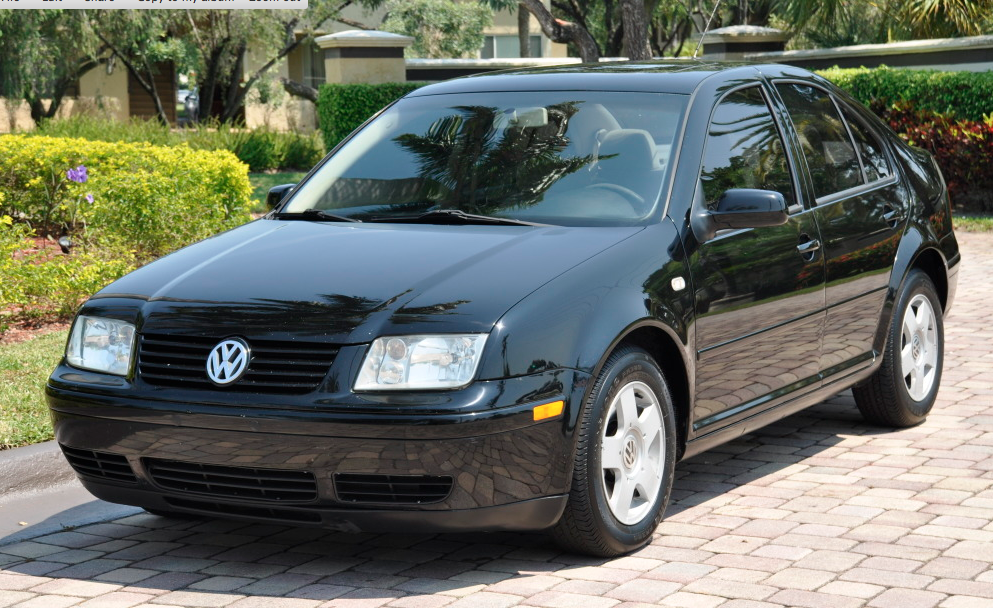
Volkswagen Jetta IV

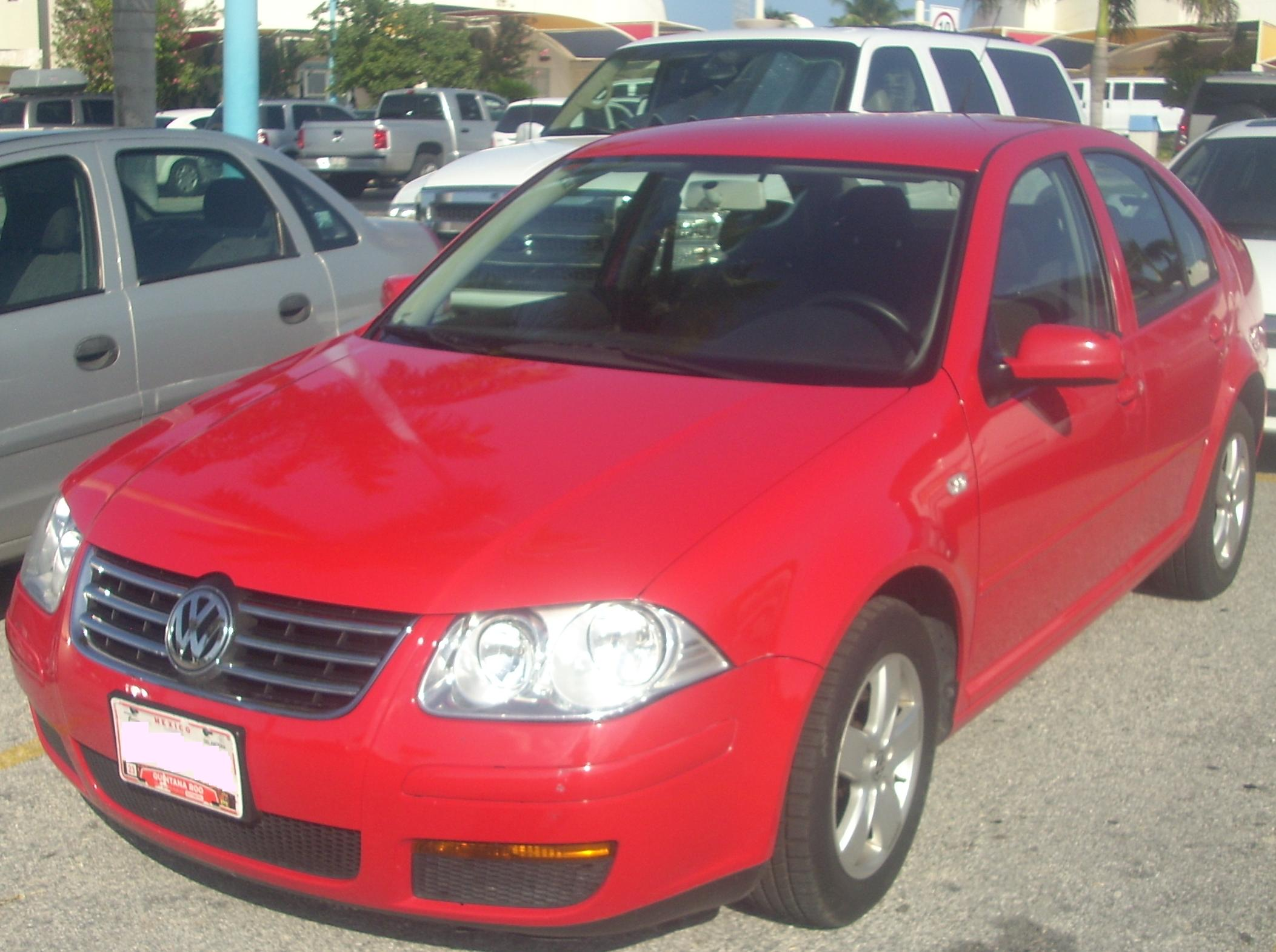
Volkswagen City Jetta

Volkswagen Jetta IV został po raz pierwszy oficjalnie zaprezentowany w 1998 roku. W Europie samochód był oferowany jako Bora.
Samochód został zbudowany na bazie płyty podłogowej VW A4 PQ34, która wykorzystana została do budowy m.in. Golfa IV, Škody Octavii I oraz Seata Toledo II. Pojazd jest lepiej wyposażoną wersją Golfa IV.
Od maja 1999 do 2001 roku pojazd składany był w systemie CKD w polskiej fabryce Volkswagen Poznań

### Volkswagen City Jetta
Pomimo prezentacji modelu piątej generacji, produkcja Jetty czwartej generacji była kontynuowana w Meksyku, Ameryce Południowej, Kanadzie i Chinach. Jako Bora lub City Jetta. W 2007 samochód przeszedł gruntowny facelifting, w ramach którego gruntownie przeprojektowano wygląd przedniej części nadwozia i tyłu, podobnie jak w przypadku Golfa IV na te same rynki. Produkcja Jetty pod tą postacią zakończyła się dopiero w 2015 roku.

### Wersje wyposażeniowe
- Basis
- GLI
- Trendline
- Highline

W zależności od wersji wyposażeniowej pojazdu, auto wyposażone mogło być m.in. w system ABS i ESP, 2 lub 4 poduszki powietrzne, wspomaganie kierownicy, elektryczne sterowanie szyb, elektryczne sterowanie lusterek, elektrycznie sterowany szyberdach, klimatyzację manualną bądź automatyczną, podgrzewane oraz elektrycznie regulowane siedzenia, reflektory ksenonowe, system nawigacji satelitarnej, a także skórzaną tapicerkę i drewniane wstawki deski rozdzielczej i 15 lub 16-calowe alufelgi.

### Silniki
| Silnik                | Pojemność skokowa [cm³] | Typ silnika        | Moc maksymalna [KM] przy obr./min | Maks. moment obrotowy [Nm] przy obr./min | Przyśpieszenie 0–100 km/h [S] | Prędkość maksymalna [km/h] | Lata produkcji     |                    |                    |
| Silniki benzynowe:    | Silniki benzynowe:      | Silniki benzynowe: | Silniki benzynowe:                | Silniki benzynowe:                       | Silniki benzynowe:            | Silniki benzynowe:         | Silniki benzynowe: | Silniki benzynowe: | Silniki benzynowe: |
| --------------------- | ----------------------- | ------------------ | --------------------------------- | ---------------------------------------- | ----------------------------- | -------------------------- | ------------------ | ------------------ | ------------------ |
| 1.4 16V               | 1390                    | R4                 | 75 (55)/5000                      | 126/3300                                 | 14,9                          | 171                        | 2000–2005          |                    |                    |
| 1.6 8V                | 1595                    | R4                 | 100 (74)/5600                     | 145/3800                                 | 11,7                          | 188                        | 1998–2000          |                    |                    |
| 1.6 8V                | 1595                    | R4                 | 102 (75)/5600                     | 148/3800                                 | 11,8                          | 189                        | 2000–2005          |                    |                    |
| 1.6 16V               | 1598                    | R4                 | 105 (77)/5700                     | 148/4500                                 | 11,0                          | 192                        | 1999–2005          |                    |                    |
| 1.6 FSI               | 1598                    | R4                 | 110 (81)/5800                     | 155/4400                                 | 11,2                          | 194                        | 2001–2005          |                    |                    |
| 1.8 20V               | 1781                    | R4                 | 125 (92)/6000                     | 170/4200                                 | 11,6                          | 198                        | 1999–2000          |                    |                    |
| 1.8 T 20V             | 1781                    | R4                 | 150 (110)/5700                    | 210/1750–4600                            | 8,9                           | 216                        | 2000–2005          |                    |                    |
| 1.8 T 20V             | 1781                    | R4                 | 180 (132)/5500                    | 235/1950–5000                            | 8,2                           | 228                        | 2002–2005          |                    |                    |
| 2.0 8V                | 1984                    | R4                 | 115 (85)/5200                     | 170/2400                                 | 11,0                          | 195                        | 1998–2001          |                    |                    |
| 2.0 8V                | 1984                    | R4                 | 115 (85)/5400                     | 172/3200                                 | 11,0                          | 195                        | 2001–2005          |                    |                    |
| 2.3 V5                | 2324                    | VR5                | 150 (110)/6000                    | 205/3200                                 | 9,1                           | 216                        | 1998–2000          |                    |                    |
| 2.3 V5                | 2324                    | VR5                | 170 (125)/6200                    | 220/3300                                 | 8,5                           | 224                        | 2000–2002          |                    |                    |
| 2.8 VR6               | 2792                    | VR6                | 204 (150)/6200                    | 270/3300                                 | 7,4                           | 235                        | 1999–2003          |                    |                    |
| Silniki wysokoprężne: |                         |                    |                                   |                                          |                               |                            |                    |                    |                    |
| 1.9 SDI               | 1896                    | R4                 | 68 (50)/4200                      | 133/2200–2600                            | 18,2                          | 160                        | 1998–2005          |                    |                    |
| 1.9 TDI               | 1896                    | R4                 | 90 (66)/3750                      | 210/1900                                 | 12,9                          | 180                        | 1998–2001          |                    |                    |
| 1.9 TDI               | 1896                    | R4                 | 100 (74)/4000                     | 240/1800–2400                            | 12,1                          | 188                        | 2000–2005          |                    |                    |
| 1.9 TDI               | 1896                    | R4                 | 110 (81)/4150                     | 235/1900                                 | 10,9                          | 193                        | 1998–2001          |                    |                    |
| 1.9 TDI               | 1896                    | R4                 | 115 (85)/4000                     | 285/1900                                 | 10,6                          | 195                        | 1999–2001          |                    |                    |
| 1.9 TDI               | 1896                    | R4                 | 115 (85)/4000                     | 310/1900                                 | 10,6                          | 195                        | 2000–2001          |                    |                    |
| 1.9 TDI               | 1896                    | R4                 | 130 (96)/4000                     | 310/1900                                 | 10,1                          | 205                        | 2001–2005          |                    |                    |
| 1.9 TDI               | 1896                    | R4                 | 150 (110)/4000                    | 320/1900                                 | 9,0                           | 216                        | 2000–2005          |                    |                    |

## Piąta generacja

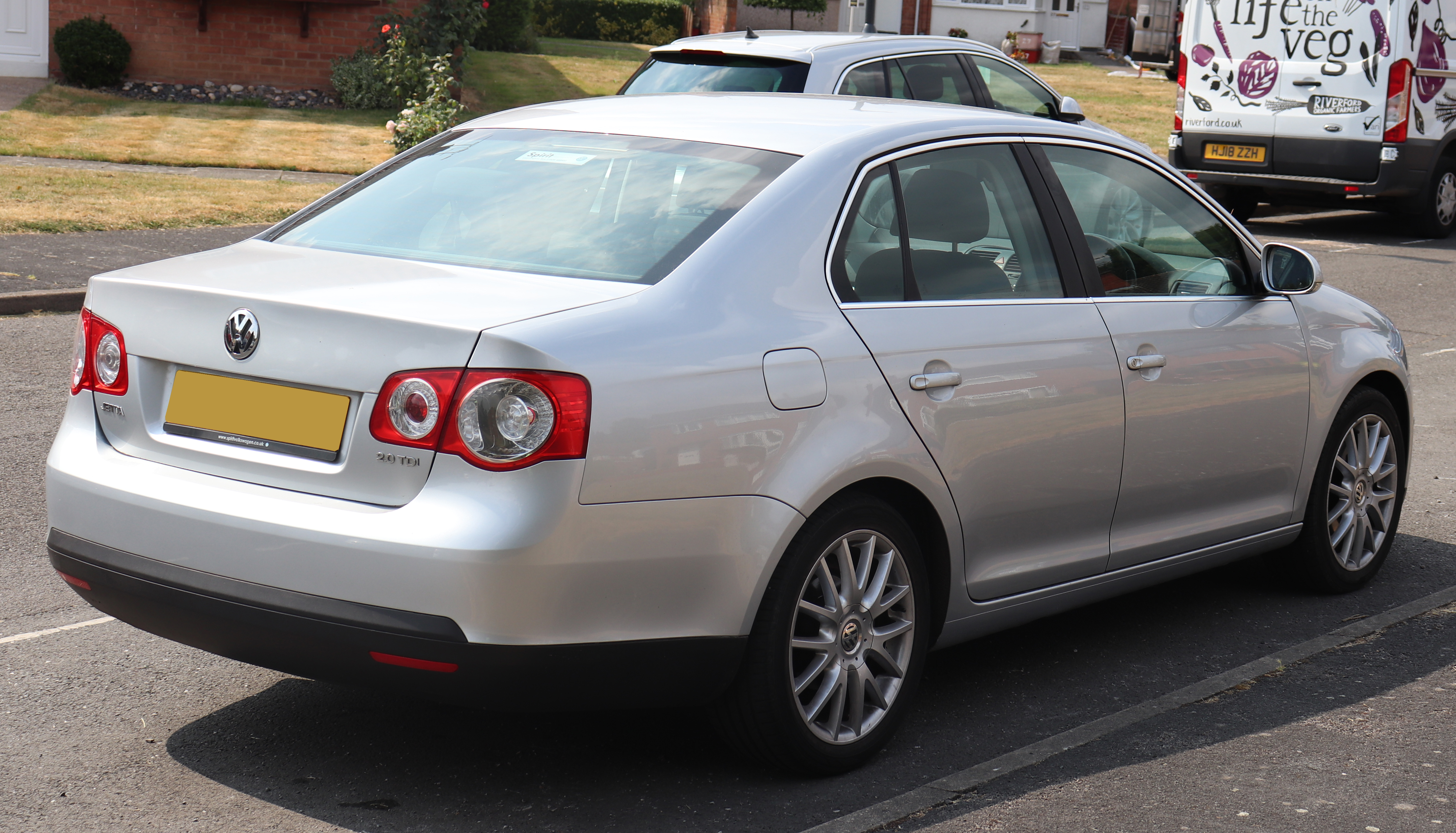
Volkswagen Jetta V – tył

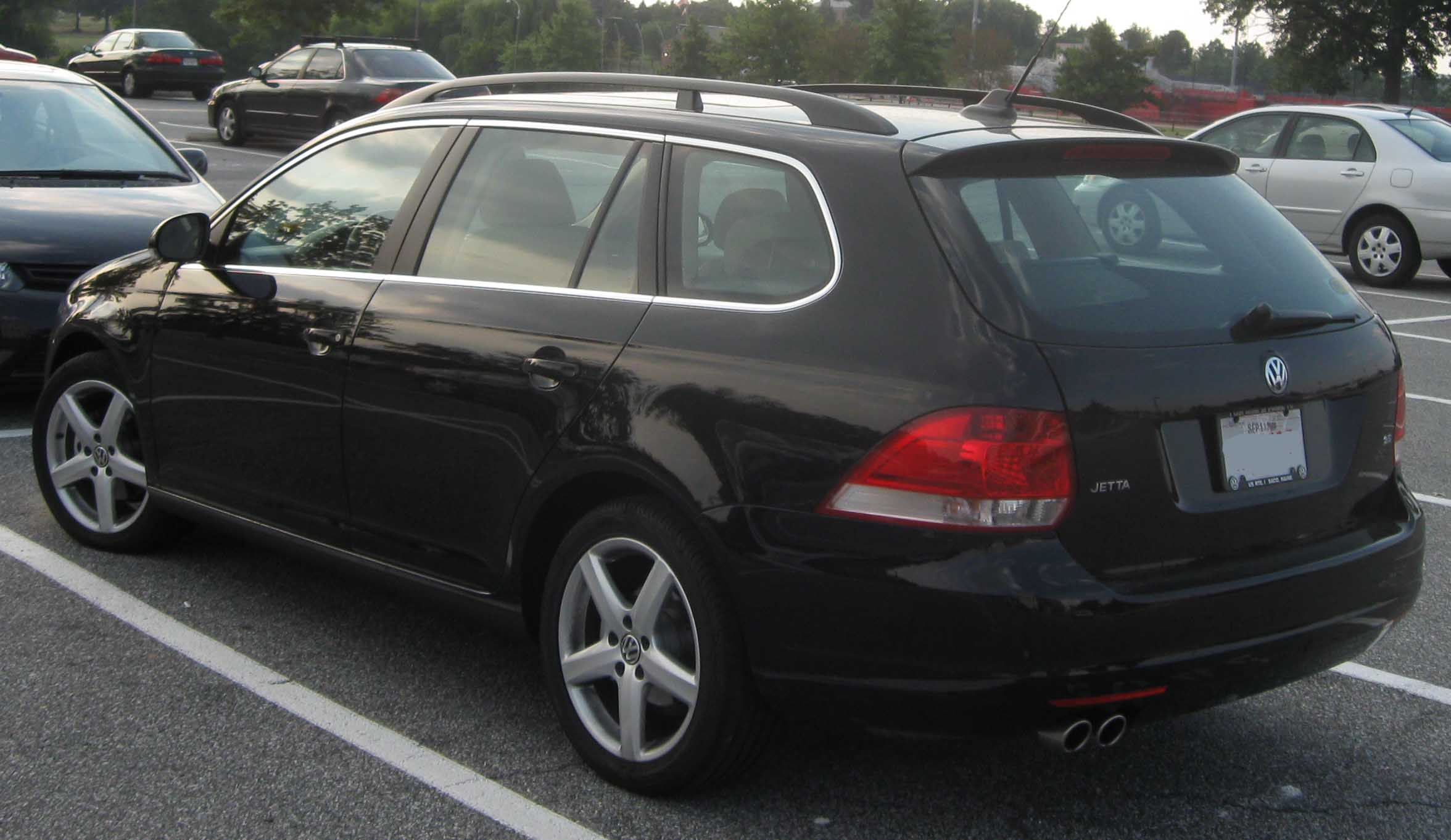
Volkswagen Jetta V SportWagen

Volkswagen Jetta V został po raz pierwszy oficjalnie zaprezentowany podczas targów motoryzacyjnych w Los Angeles w styczniu 2005 roku. Jest to ostatnie w historii wcielenie Jetty będące de facto odmianą sedan modelu Volkswagen Golf.
Pojazd został zbudowany na bazie płyty podłogowej VW A5 PQ35, która wykorzystana została do budowy m.in. Golfa V, Škody Octavii II, a także Audi A3. Przód pojazdu stylistycznie nawiązuje do modelu Golf V, natomiast pas tylny do Passata B6. Charakterystycznym elementem stylizacji pojazdu jest chromowana atrapa chłodnicy.
Wersje przeznaczone na rynek amerykański wyposażone zostały w pięciocylindrowy silnik benzynowy o pojemności 2.5 l i mocy maksymalnej 150 KM (później 170 KM) lub w silnik wysokoprężny 1.9 TDI o mocy 100 KM. w Południowej Afryce auto w podstawowej wersji oferowane było jako Bora II, a w Chinach sprzedawano je równocześnie wraz z poprzednią generacją Jetty, która po liftingu zmieniła tam nazwę na City Jetta, dlatego V generacja pojazdu oferowana jest tam pod nazwą Sagitar.

### Wersje wyposażeniowe
- Comfortline
- GLI
- S
- Sportline
- TDI Cup Edition – wersja limitowana wyposażona w silnik wysokoprężny 2.0 TDI o mocy 140 KM. Auto wyróżnia się przednim zderzakiem z ogromnym wlotem powietrza, dokładką tylnego zderzaka, 18-calowymi alufelgami, sportowymi fotelami oraz wielofunkcyjną kierownicą wyposażoną w manetki zmiany biegów[10].
- Trendline
- Value Edition

W zależności od wersji wyposażeniowej pojazdu, auto mogło być wyposażone m.in. w system ABS z EBD, ASR, MSR i ESP, 6 poduszek powietrznych, aktywne zagłówki, elektromechaniczne wspomaganie układu kierowniczego, elektryczne sterowanie szyb, podgrzewanie i elektryczne sterowanie lusterek, klimatyzację manualną bądź automatyczną, wielofunkcyjną kierownicę, radio CD, a także skórzaną tapicerkę, reflektory biksenonowe oraz system nawigacji satelitarnej występujący w wersji czarno-białej z przyciskami oraz kolorowej z ekranem dotykowym.

### Silniki
| Silnik                | Pojemność skokowa [cm³] | Typ silnika        | Moc maksymalna [KM] przy obr./min | Maks. moment obrotowy [Nm] przy obr./min | Przyśpieszenie 0–100 km/h [S] | Prędkość maksymalna [km/h] | Lata produkcji     |                    |                    |
| Silniki benzynowe:    | Silniki benzynowe:      | Silniki benzynowe: | Silniki benzynowe:                | Silniki benzynowe:                       | Silniki benzynowe:            | Silniki benzynowe:         | Silniki benzynowe: | Silniki benzynowe: | Silniki benzynowe: |
| --------------------- | ----------------------- | ------------------ | --------------------------------- | ---------------------------------------- | ----------------------------- | -------------------------- | ------------------ | ------------------ | ------------------ |
| 1.4 TSI               | 1390                    | R4                 | 122 (90)/5000                     | 200/1500–4000                            | 9,8                           | 199                        | 07.2007–2011       |                    |                    |
| 1.4 TSI               | 1390                    | R4                 | 140 (103)/5600                    | 220/1500–4000                            | 9,3                           | 207                        | 06.2006–05.2008    |                    |                    |
| 1.4 TSI               | 1390                    | R4                 | 160 (118)/5800                    | 240/1500–4500                            | 8,5                           | 220                        | 05.2008–2011       |                    |                    |
| 1.4 TSI               | 1390                    | R4                 | 170 (125)/6000                    | 240/1500–4750                            | 8,3                           | 222                        | 06.2006–05.2008    |                    |                    |
| 1.6 MPI               | 1595                    | R4                 | 102 (75)/5600                     | 148/3800                                 | 12,2                          | 186                        | 06.2005–2011       |                    |                    |
| 1.6 FSI               | 1598                    | R4                 | 115 (85)/6000                     | 155/4000                                 | 11,1                          | 194                        | 07.2005–11.2007    |                    |                    |
| 2.0 FSI               | 1984                    | R4                 | 150 (110)/6000                    | 200/3500                                 | 9,2                           | 211                        | 06.2005–05.2008    |                    |                    |
| 2.0 TFSI              | 1984                    | R4                 | 200 (147)/5100–6000               | 280/1700–5000                            | 7,5                           | 235                        | 07.2005–2011       |                    |                    |
| 2.5 MPI               | 2480                    | R5                 | 150 (110)/5000                    | 228/3750                                 | b.d.                          | 210                        | 2005–2007          |                    |                    |
| 2.5 MPI               | 2480                    | R5                 | 170 (125)/5700                    | 240/4250                                 | 8,2                           | 205                        | 2007–2011          |                    |                    |
| Silniki wysokoprężne: |                         |                    |                                   |                                          |                               |                            |                    |                    |                    |
| 1.6 TDI CR            | 1598                    | R4                 | 105 (77)/4400                     | 250/1500–2500                            | 12,0                          | 187                        | 05.2009–2011       |                    |                    |
| 1.9 8V TDI            | 1896                    | R4                 | 105 (77)/4000                     | 250/1900                                 | 11,9                          | 189                        | 06.2005–05.2009    |                    |                    |
| 2.0 TDI               | 1968                    | R4                 | 140 (103)/4000                    | 320/1750–2500                            | 9,7                           | 207                        | 06.2005–05.2008    |                    |                    |
| 2.0 8V TDI            | 1968                    | R4                 | 140 (103)/4000                    | 320/1750–2500                            | 9,7                           | 207                        | 12.2005–05.2008    |                    |                    |
| 2.0 TDI               | 1968                    | R4                 | 170 (125)/4200                    | 350/1750–2500                            | 8,5                           | 222                        | 06.2005–05.2008    |                    |                    |
| 2.0 TDI CR            | 1968                    | R4                 | 140 (103)/4200                    | 320/1750–2500                            | 9,7                           | 207                        | 05.2008–2011       |                    |                    |
| 2.0 TDI CR            | 1968                    | R4                 | 170 (125)/4200                    | 350/1750–2500                            | 8,5                           | 222                        | 07.2008–2011       |                    |                    |

## Szósta generacja

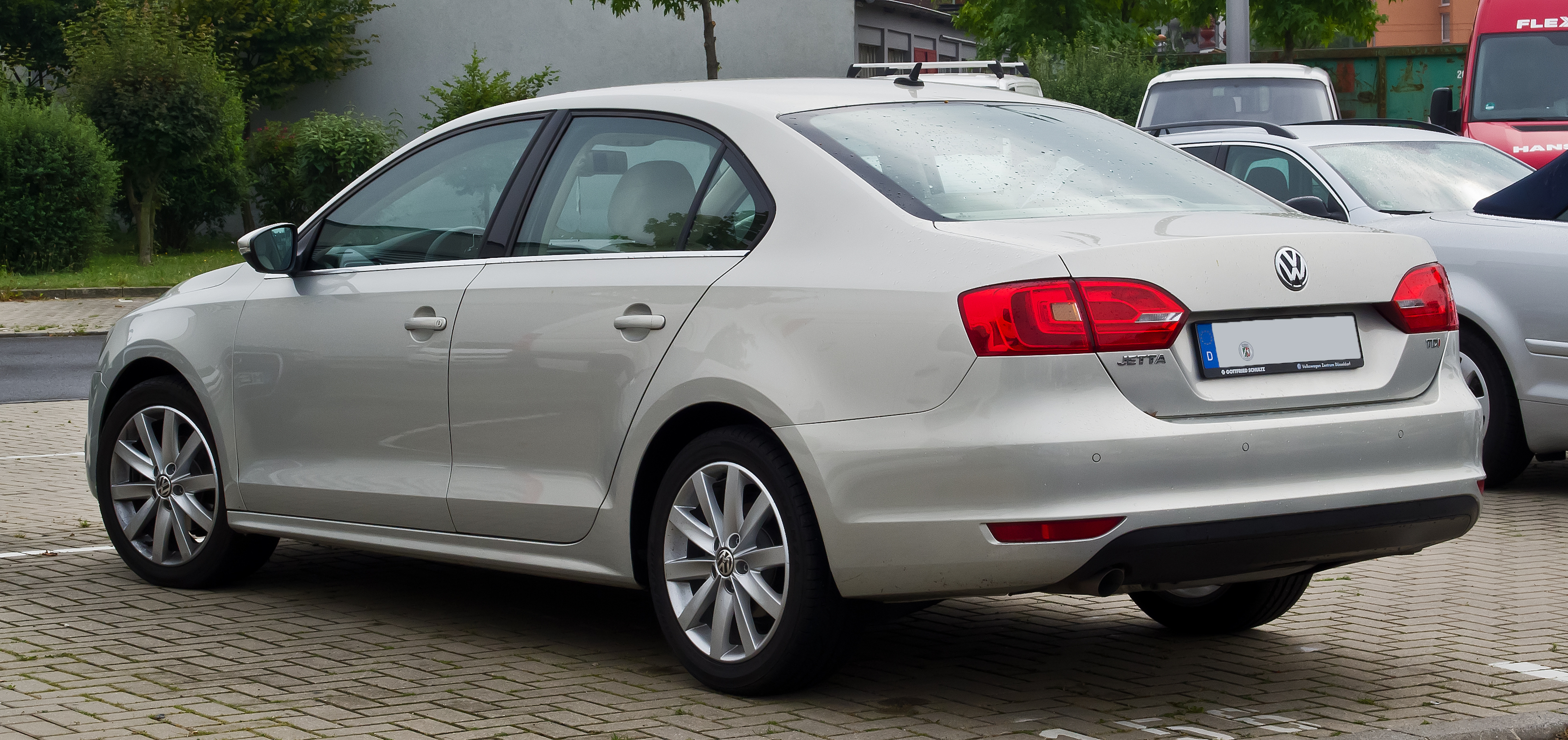
Volkswagen Jetta VI – tył

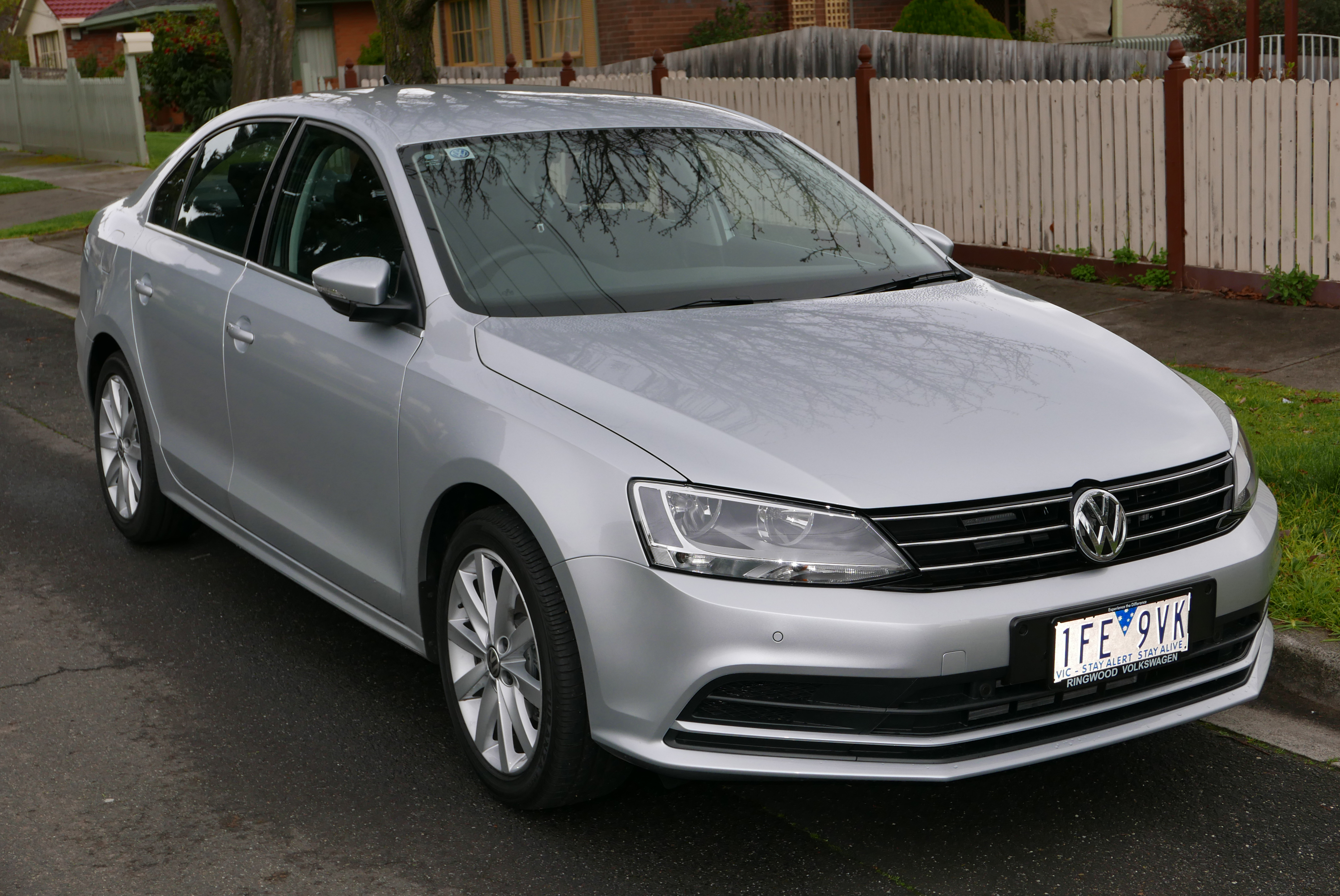
Volkswagen Jetta VI po liftingu

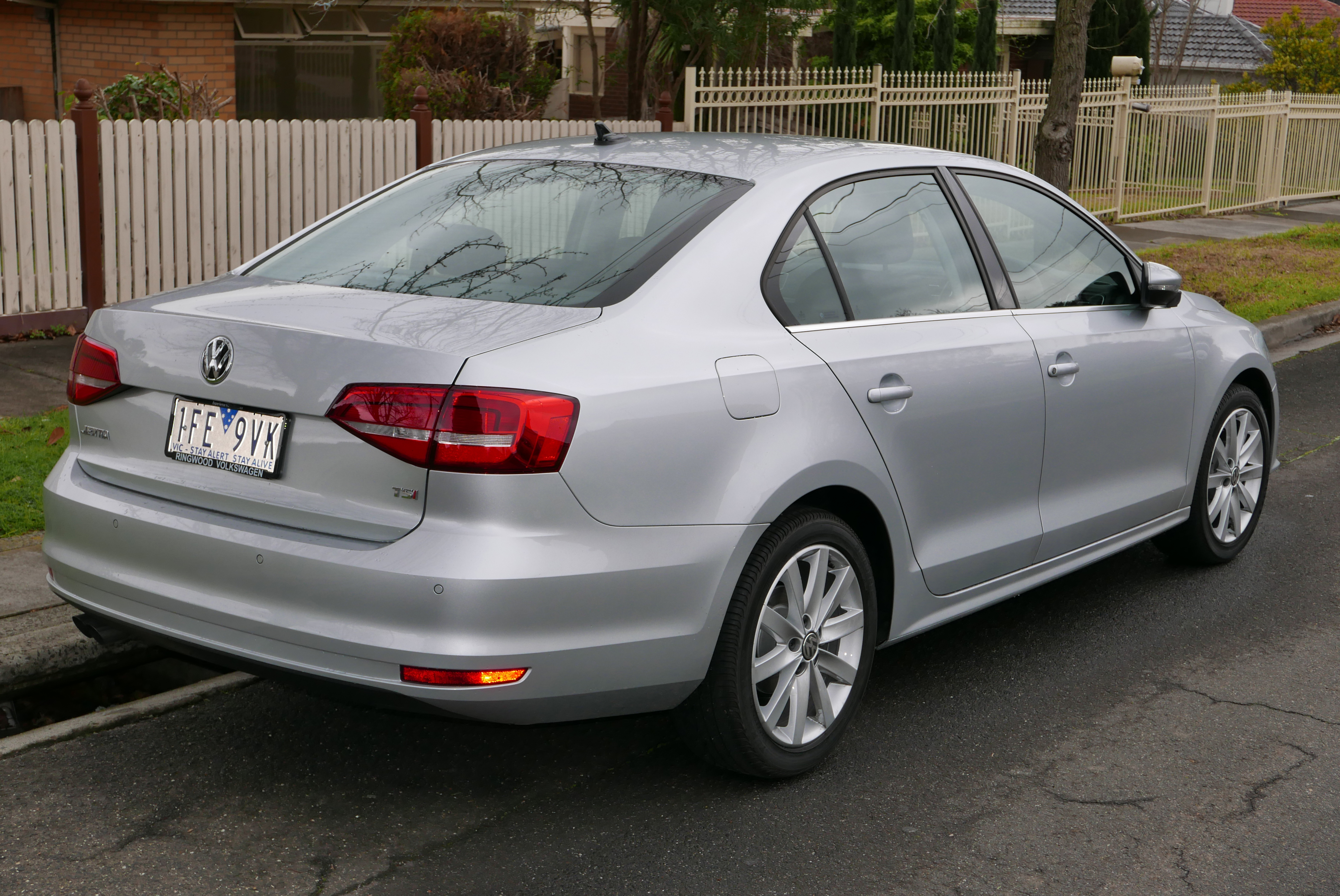
Volkswagen Jetta VI po liftingu – tył

Volkswagen Jetta VI został po raz pierwszy oficjalnie zaprezentowany na Times Square w Nowym Jorku 17 czerwca 2010 roku.
Jest to pierwsze wcielenie Jetty w dziejach modelu, które zostało zaprojektowane od podstaw jako oddzielna i samodzielna konstrukcja niezawierająca cech wyglądu analogicznego wcielenia modelu Golf.
Samochód został zbudowany na bazie zmodernizowanej płyty podłogowej VW A5 PQ35, która wykorzystana została do budowy m.in. Golfa VI. Stylistycznie auto czerpie z koncepcyjnego modelu New Compact Coupe Concept zaprezentowanego podczas targów motoryzacyjnych w Detroit w styczniu 2010 roku. Pas przedni pojazdu nawiązuje do innych produkowanych obecnie modeli marki, natomiast tył pojazdu nawiązuje do Audi A4 B8.
Pod koniec 2012 roku podczas targów motoryzacyjnych w Los Angeles zaprezentowano wersję z napędem hybrydowym, która napędzana jest turbodoładowanym silnikiem benzynowym o pojemności 1.4 l o mocy 150 KM, połączonym z 20-konnym silnikiem elektrycznym. Łączna moc obu silników wynosi 170 KM. Silnik elektryczny zamontowano pomiędzy silnikiem spalinowym a 7-biegową przekładnią DSG. Baterie litowo-jonowe zasilające pojazdu umieszczone zostały pod podłogą bagażnika.
Pod koniec 2013 roku zaprezentowana została limitowana wersja GLI Edition 30/GLI Edition 30 with Navigation stworzona z okazji 30-lecia istnienia modelu GLI. Od podstawowej wersji GLI auto wyróżnia się 18-calowymi alufelgami, spojlerem bagażnika, czerwonym wykończeniem atrapy chłodnicy, tylnymi lampami wykonanymi w technologii LED oraz w wersji Navigation czerwonymi wstawkami w przednich reflektorach biksenonowych. Wnętrze pojazdu pokryte zostało skórzaną tapicerką V-Tex oraz czerwonymi wykończeniami, a także wzbogacone o system multimedialny z ekranem dotykowym oraz Bluetooth, system bezkluczykowy oraz nawigację i kamerę cofania. Auto napędzane jest silnikiem benzynowym o pojemności 2 l (TSI) i mocy 213 KM i 280 Nm momentu obrotowego.
Podczas targów motoryzacyjnych w Nowym Jorku w kwietniu 2014 roku zaprezentowano wersję po face liftingu. Dodano m.in. chromowane dodatki oraz odświeżono tylne lampy. Do listy wyposażenia standardowego dodano m.in. system Blind Spot Detection monitorujący martwe pole, Rear Traffic Alert, który pomaga uniknąć kolizji przy wyjeżdżaniu tyłem z miejsca parkingowego oraz Front Assist ostrzegający przed kolizją z pojazdem znajdującym się z przodu, a do wyposażenia opcjonalnego dodano reflektory biksenonowe z funkcją doświetlania zakrętów oraz diodowe światła tylne. Przy okazji poprawiono aerodynamikę karoserii i zmodyfikowano strukturę nadwozia pod kątem odporności w czasie zderzenia oraz wprowadzono nowy silnik wysokoprężny o pojemności 2.0 l TDI o mocy 150 KM.

### Wersje wyposażeniowe
Europa:
- Trendline
- Comfortline
- Highline
- Hybrid
- CityLine Trendline
- CityLine Comfortline
- CityLine Highline
- 2012 Edition

USA:
- S
- S w/Tech Package – wersja pojawiła się w 2016 r. Do standardu S dodano port USB, kamerę cofania i system dźwiękowy z ekranem dotykowym (Composition Media), systemem APP-Conect oraz radiem satelitarnym[18]
- SE
- SEL
- GLI
- GLI Edition 30 / GLI Edition 30 with Navigation – limitowana wersja na rynek amerykański z okazji 30. rocznicy obecności modelu na tamtejszym rynku[19]

Standardowe wyposażenie wersji europejskiej pojazdu obejmuje m.in. system ABS z ESP, ESR, światła do jazdy dziennej, elektryczne sterowanie szyb, elektryczne sterowanie lusterek, przednie poduszki powietrzne, zamek centralny, podgrzewane lusterka boczne, radio, klimatyzację. Opcjonalnie pojazd wyposażyć można m.in. w alufelgi, tempomat, wielofunkcyjną kierownicę, skórzaną kierownicę i dźwignię zmiany biegów, reflektory przeciwmgielne z funkcją doświetlania zakrętów, klimatyzację automatyczną oraz czujnik deszczu, światła do jazdy dziennej wykonane w technologii LED.
Standardowe wyposażenie wersji amerykańskiej pojazdu obejmuje m.in. klimatyzację, czujniki ciśnienia w oponach, ABS, ESP, ASR, światła do jazdy dziennej, elektryczne sterowanie szyb, elektryczne sterowanie lusterek, przednie i boczne poduszki powietrzne, zamek centralny, podgrzewane lusterka boczne, wielofunkcyjną kierownicę. Opcjonalnie pojazd wyposażyć można m.in. w radio satelitarne, chromowane akcesoria na karoserii i wewnątrz pojazdu, 16 i 17-calowe alufelgi, skórzaną tapicerkę, 2-strefową klimatyzację, radio CD/MP3, panoramiczny dach oraz system DVD.

### Silniki
| Silnik                | Pojemność skokowa [cm³] | Typ silnika        | Moc maksymalna [KM] przy obr./min                   | Maks. moment obrotowy [Nm] przy obr./min | Przyśpieszenie 0–100 km/h [S] | Prędkość maksymalna [km/h] |
| Silniki benzynowe:    | Silniki benzynowe:      | Silniki benzynowe: | Silniki benzynowe:                                  | Silniki benzynowe:                       | Silniki benzynowe:            | Silniki benzynowe:         |
| --------------------- | ----------------------- | ------------------ | --------------------------------------------------- | ---------------------------------------- | ----------------------------- | -------------------------- |
| 1.2 TSI               | 1197                    | R4                 | 105 (77)/b.d.                                       | 175/b.d.                                 | 10,9                          | 190                        |
| 1.4 TSI               | 1390                    | R4                 | 122 (90)/b.d.                                       | 200/b.d.                                 | 9,3                           | 196                        |
| 1.4 TSI               | 1395                    | R4                 | 125 (92)/5000                                       | 200/1400–4000                            | 9,6                           | 206                        |
| 1.4 TSI               | 1395                    | R4                 | 150 (110)/5800                                      | 250/1750–4000                            | 8,6                           | 220                        |
| 1.4 TSI               | 1390                    | R4                 | 160 (118)/b.d.                                      | 240/b.d.                                 | 8,8                           | 203                        |
| 2.0 TFSI              | 1984                    | R4                 | 200 (147)/b.d.                                      | 281/b.d.                                 | 7,2                           | 235                        |
| 2.5 MPI               | 2480                    | R5                 | 170 (125)/5700                                      | 240/4000                                 | b.d.                          | 208                        |
| Silniki wysokoprężne: |                         |                    |                                                     |                                          |                               |                            |
| 1.6 TDI               | 1598                    | R4                 | 105 (77)/b.d.                                       | 250/1500–2500 obr./min                   | 11,7                          | 190                        |
| 2.0 TDI               | 1968                    | R4                 | 140 (103)/b.d.                                      | 320/1750–2500 obr./min                   | 9,3                           | 201                        |
| 2.0 TDI               | 1968                    | R4                 | 150 (110)/b.d.                                      | 340/1750–3000 obr./min                   | b.d.                          | b.d.                       |
| 2.0 TDI Facelift      | 1968                    | R4                 | 110 (81)/b.d                                        | 250/1750–2500 obr./min                   | b.d.                          | b.d.                       |
| Napęd hybrydowy:      |                         |                    |                                                     |                                          |                               |                            |
| 1.4 TSI HYBRID        | 1395                    | R4                 | 150 (110)/b.d. + silnik elektryczny: 20 (b.d.)/b.d. | 249/b.d.                                 | 8,6                           | 210                        |

## Siódma generacja

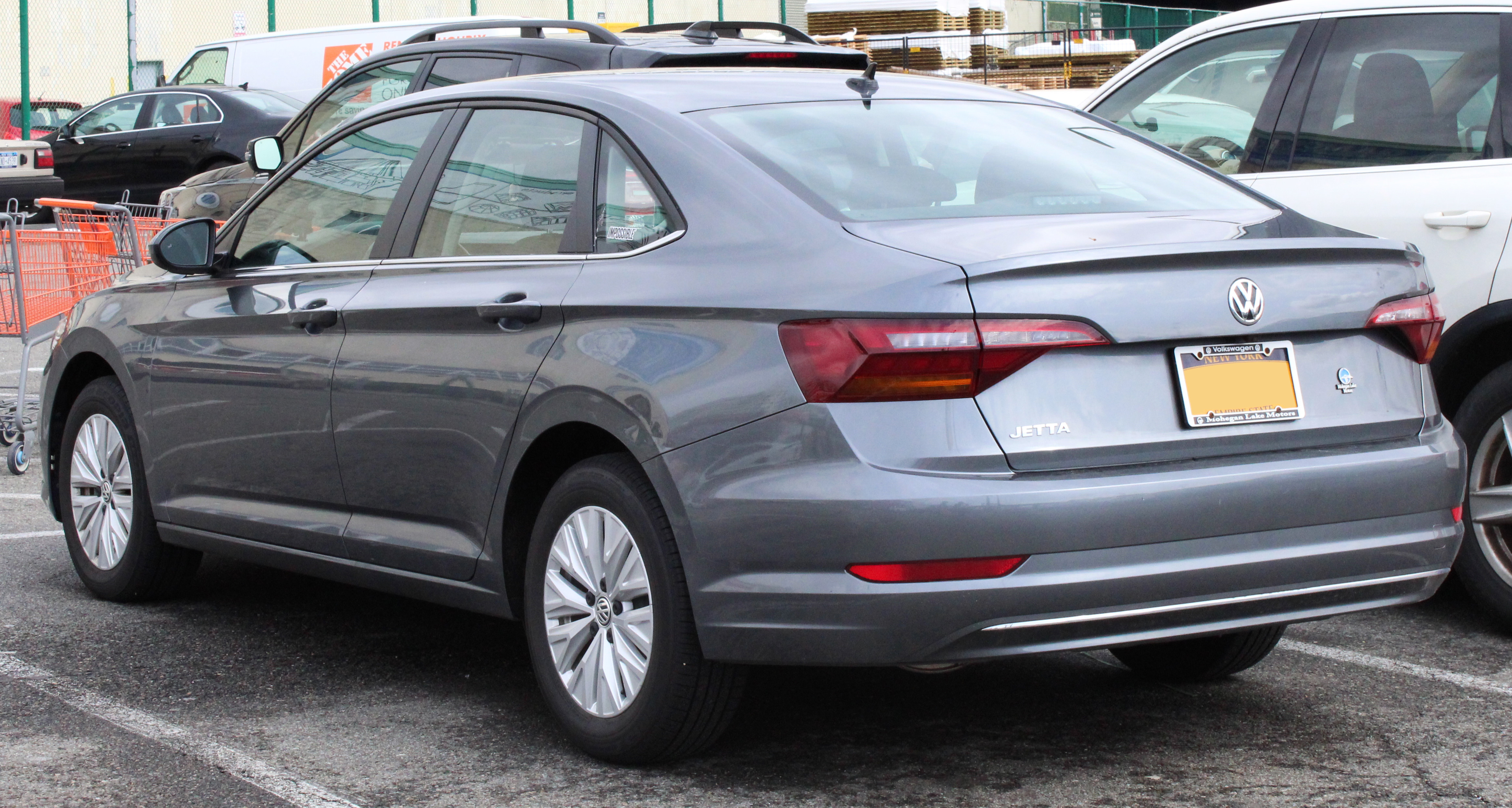
Volkswagen Jetta VII – tył

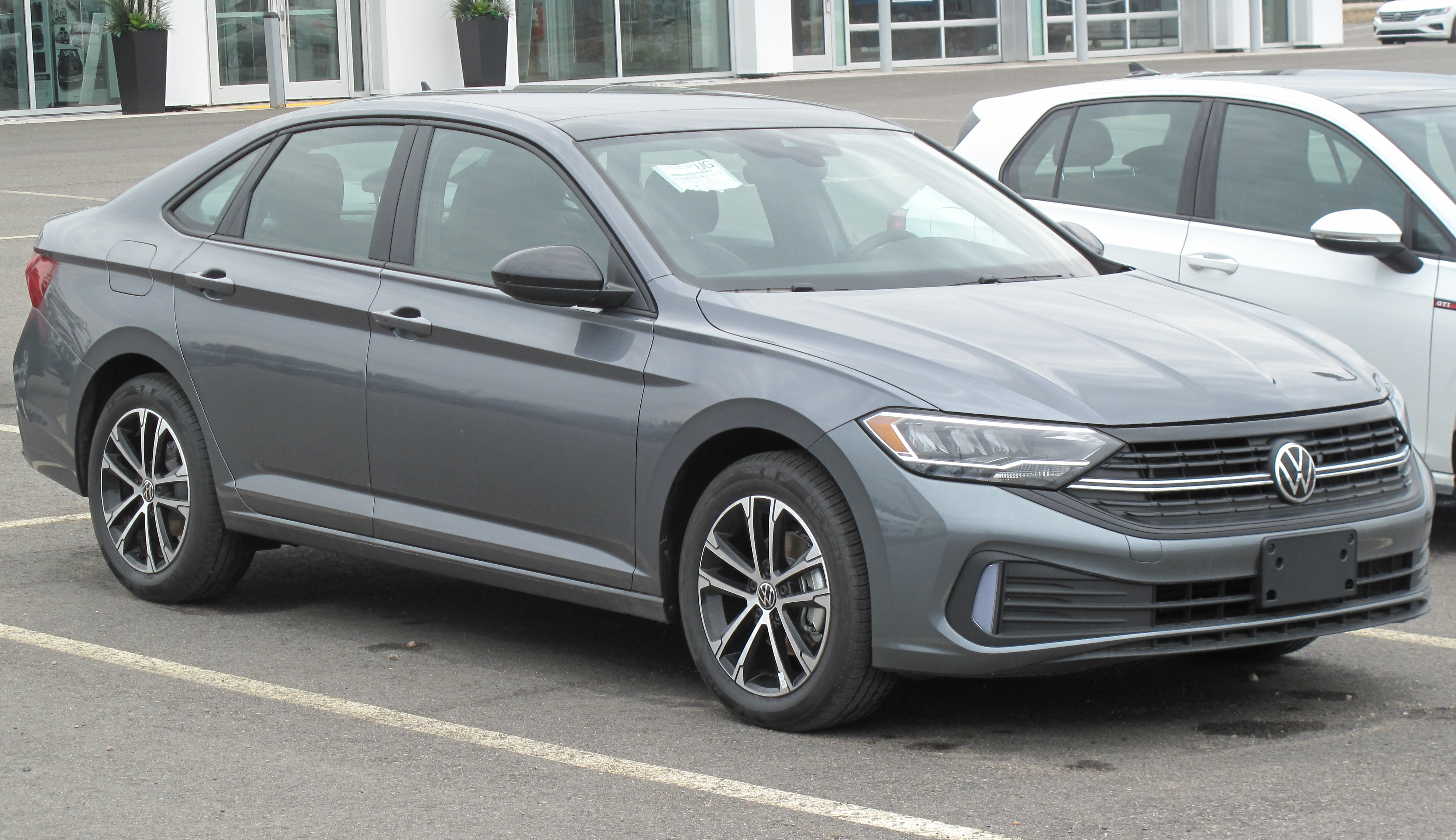
Volkswagen Jetta VII po pierwszym liftingu

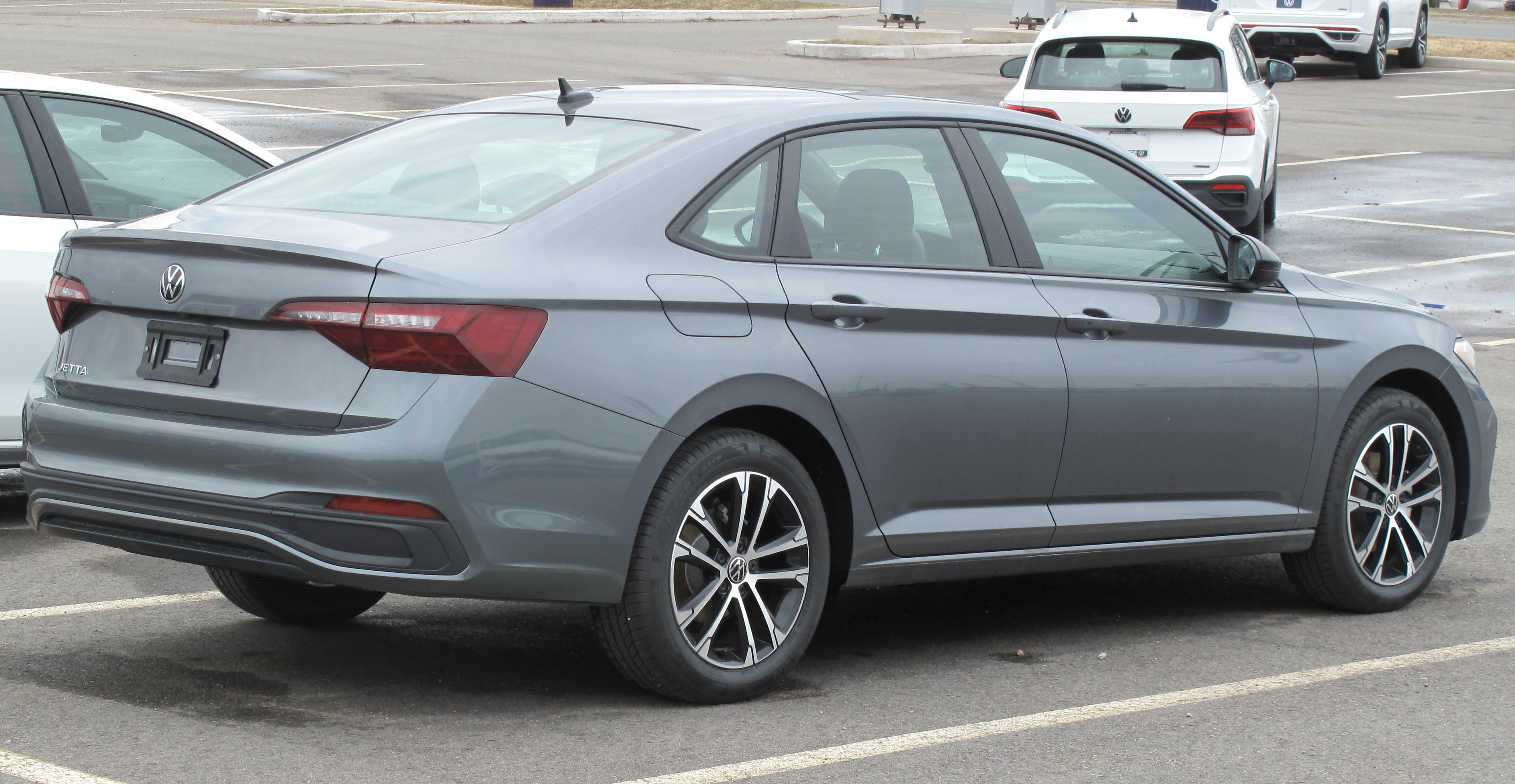
Volkswagen Jetta VII – tył po pierwszym liftingu

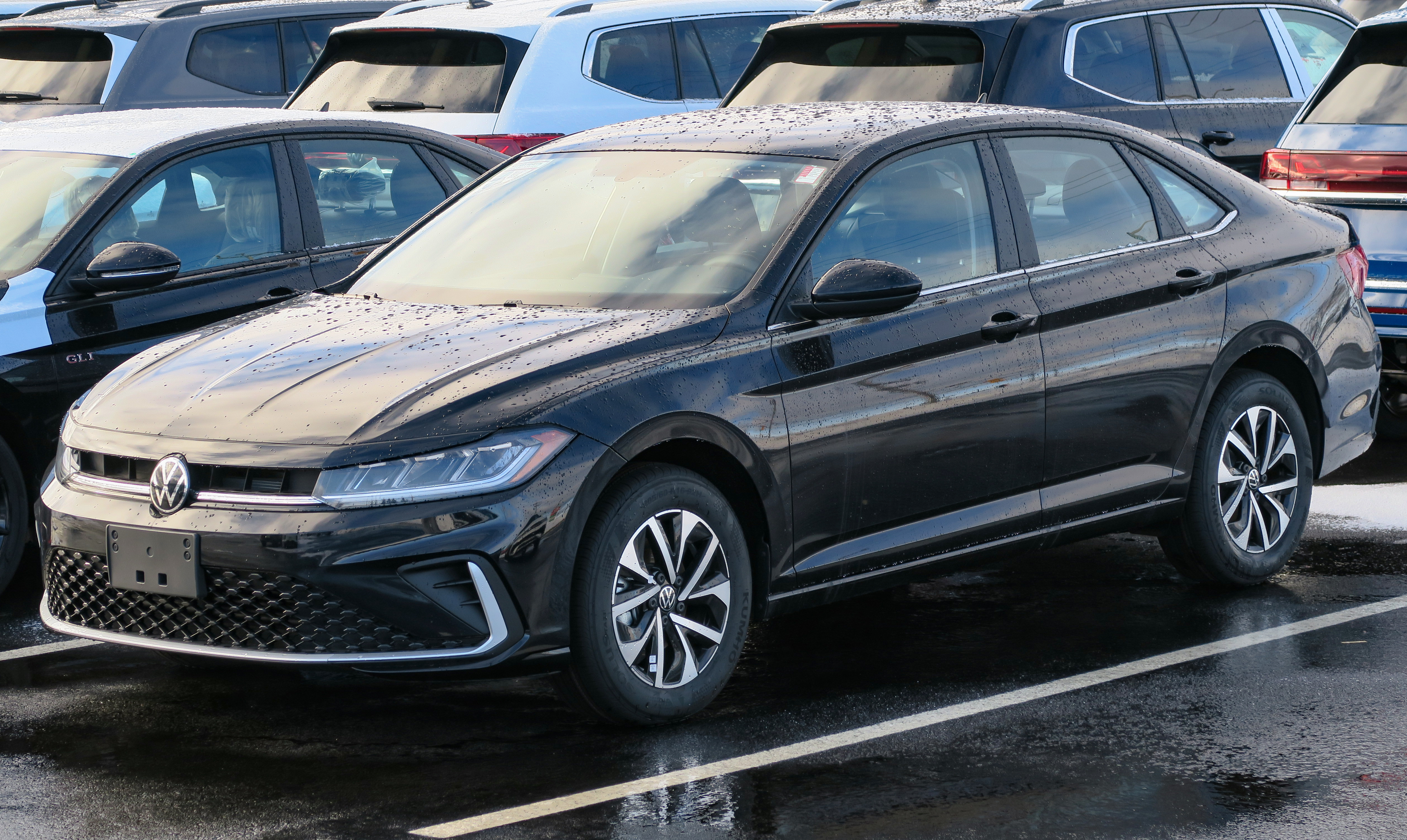
Volkswagen Jetta VII po drugim liftingu

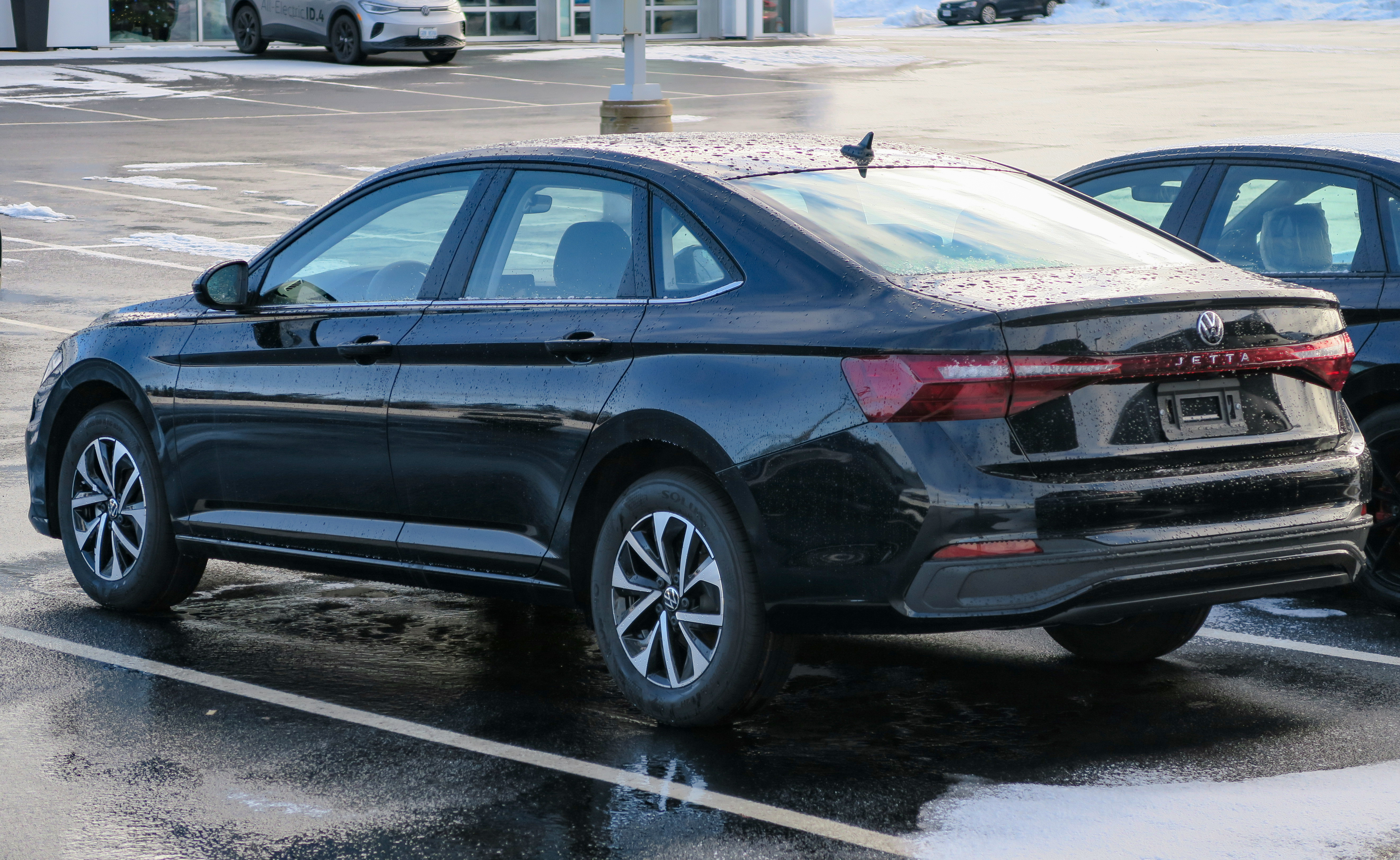
Volkswagen Jetta VII – tył po drugim liftingu

Volkswagen Jetta VII został po raz pierwszy oficjalnie zaprezentowany podczas targów motoryzacyjnych w Detroit na początku 2018 roku.
Po raz pierwszy w historii tego pojazdu Jetta nie jest oferowana w Europie. Samochód zaprojektowano przede wszystkim z myślą o rynku amerykańskim na bazie modułowej płyty podłogowej MQB.
Podczas targów motoryzacyjnych w Chicago na początku 2019 roku zaprezentowana została usportowiona odmiana GLI wyposażona w 2.0 l silnik TSI o mocy 230 KM.

### Modernizacje
W połowie 2021 roku samochód przeszedł modernizację. Odmłodzono głównie wygląd, atrapę chłodnicy i zderzaki. Nowy model zyskał nowy silnik i odświeżony wygląd. Uzupełniono też gamę opcji wykończenia i wzorów felg.
W połowie 2024 roku z okazji 45-lecia istnienia modelu Jetta VII przeszła drugi lifting. Samochód zyskał bardziej wyrazisty styl. Tylne światła zostały połączone za pomocą światła na całej szerokości. Układy napędowe pozostały bez zmian. Natomiast deska rozdzielcza uległa przebudowie.

### Wyposażenie
W zależności od wersji wyposażeniowej pojazdu, auto wyposażone może być m.in. w zestaw cyfrowych zegarów Active Info Display, system audio Beats by Dr.Dre, 10-kolorowe podświetlenie wnętrza pojazdu, w pełni wykonane w technologii LED reflektory, a także wentylowane oraz podgrzewane fotele, adaptacyjny tempomat, utrzymywanie na pasie ruchu, wspomaganie cofania oraz system monitorowania martwego pola, skórzaną tapicerkę.